# 良景邨
良景邨（英語：Leung King Estate）是香港公共屋邨之一，位於香港新界屯門新市鎮西北部，於1984年開始興建，於1988年2月1日至1990年8月1日入伙。該屋邨西面緊接青山操炮區，毗鄰田景邨。房署委聘領先管理有限公司為租戶服務辦事處，負責處理仍未出售公屋單位的租務及室內維修事宜；而已出售單位成立的業主立案法團，則聘請港深聯合物業管理有限公司負責管理。
兆隆苑（英語：Siu Lung Court）是位於良景邨東北面的居屋屋苑，為一個單幢式屋苑，於1991年5月15日入伙。
良景邨、兆隆苑以東北的一塊小空地後來興建了另一個公共屋邨滿田邨（英語：Moon Tin Estate），預計2026年入伙。

## 概要
1980年代初，香港政府將屯門良田村的一大片農地平整發展公共房屋，本邨與毗鄰的田景邨分別興建於原來一山崗之隔的山雞笏和良田村舊址，原本合稱「良田邨」，最後於1985年中將良田邨第10至16座分拆並易名為田景邨，而良田邨第1至9座相應易名為良景邨。由於早年區內交通不便，導致此邨出租率較其他屋邨為低。因此，政府曾經推出優惠政策來吸引租戶，並容許合資格臨時房屋區居民申請此邨、田景邨、粉嶺華明邨或大埔富亨邨單位，讓他們提前入住永久公營房屋，同時改善出租情況。此外，良景邨亦是新界西若干個大型臨時房屋區的指定安置屋邨。
良景邨第1及第2期均採用機械式／半機械式施工技術（即抬模或預製樓板+主力牆）興建，第3期（包括兆隆苑）則聯同田景邨一併採用預製組件施工法。
良景邨是香港房屋署租者置其屋計劃（第4期）其中一個出售的公共屋邨，於2001年2月讓居民購買現時租住的單位，現在已成立業主立案法團。直至2019年尾，良景邨的出售率僅有約69.3%，於全港租置屋邨而言屬偏低水平。

## 屋苑資料
邨內設多個設施，包括多層停車場、良田體育館、水池、露天劇場、滑板場、籃球場、足球場、羽毛球場及多個兒童遊樂場。其中良景邨良智樓天台設空中花園，但已關閉多年。
兆隆苑內的設施包括乒乓球區和排球場。

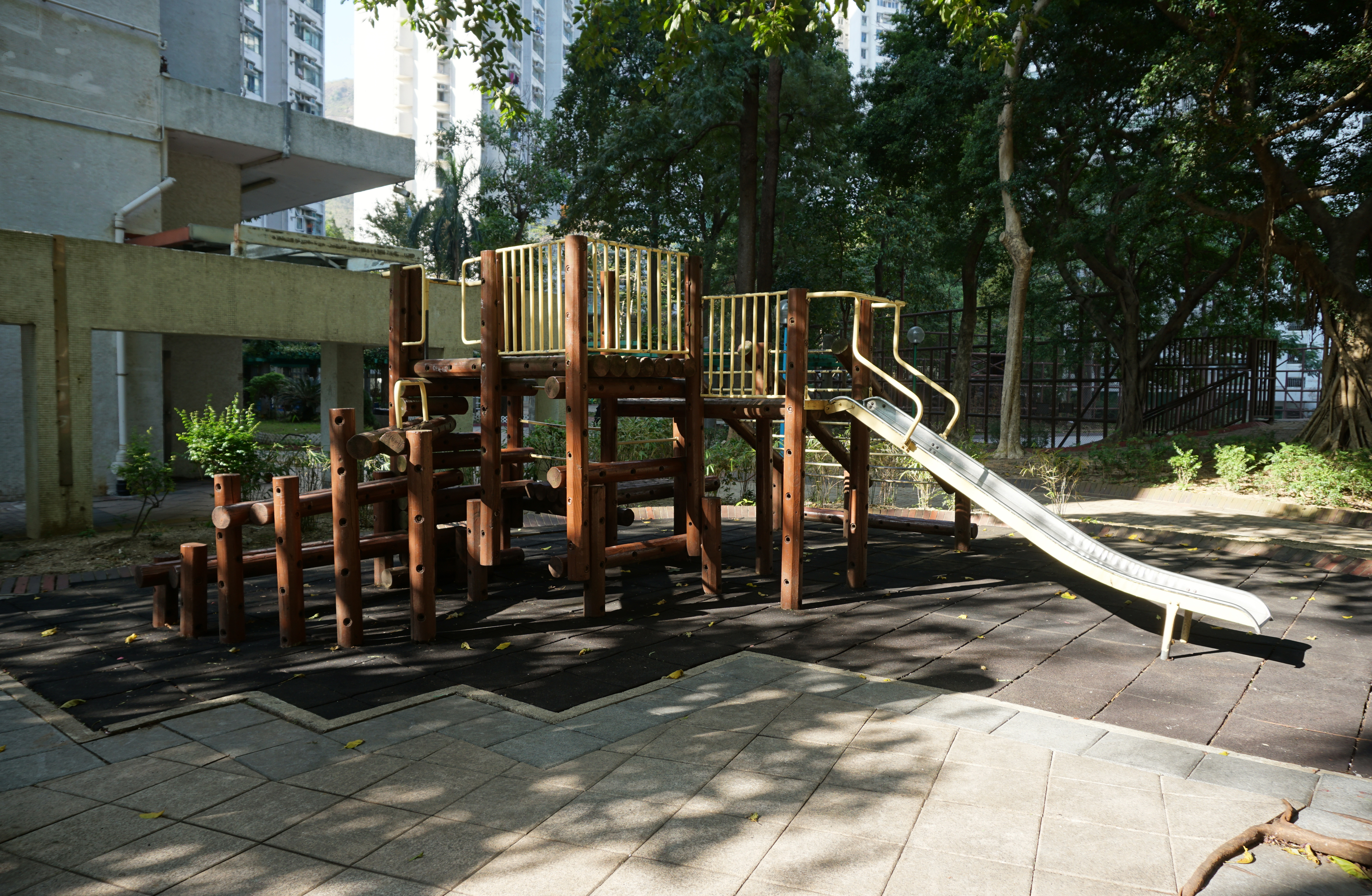
邨內仍保留1980年代的兒童遊樂場
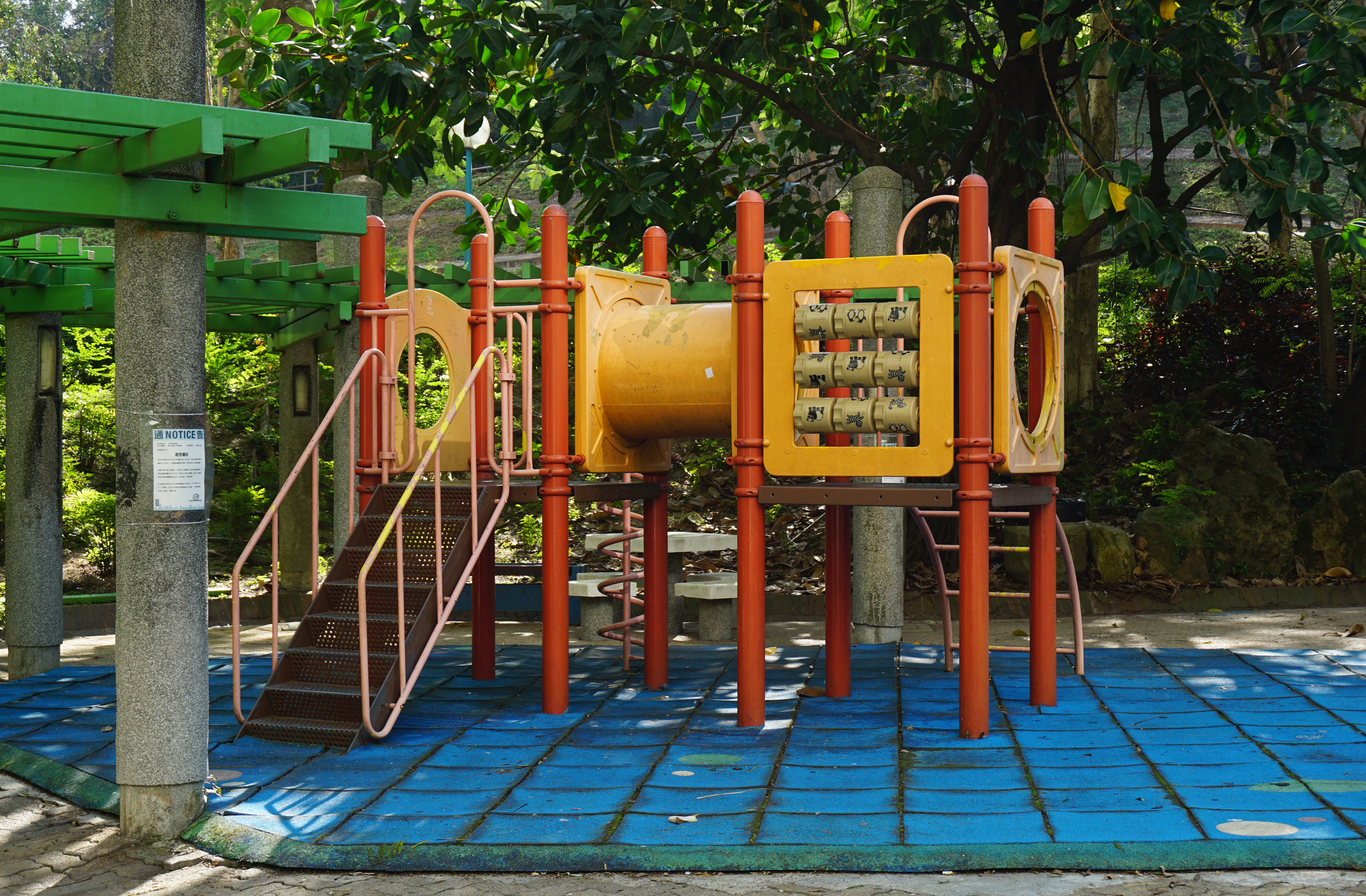
1990年代落成的兒童遊樂場
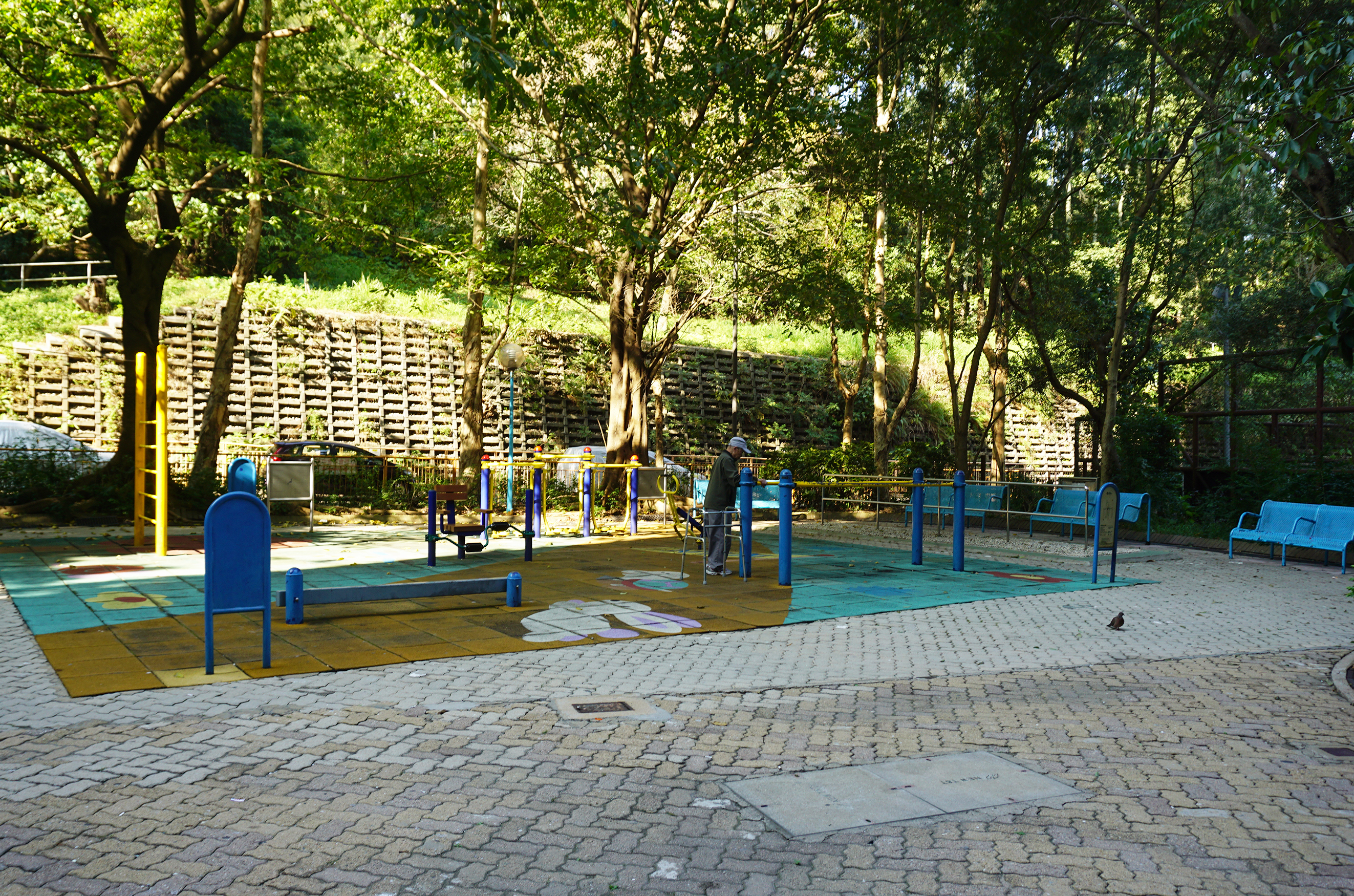
設有多款不同種類的健體設施（2017年1月）
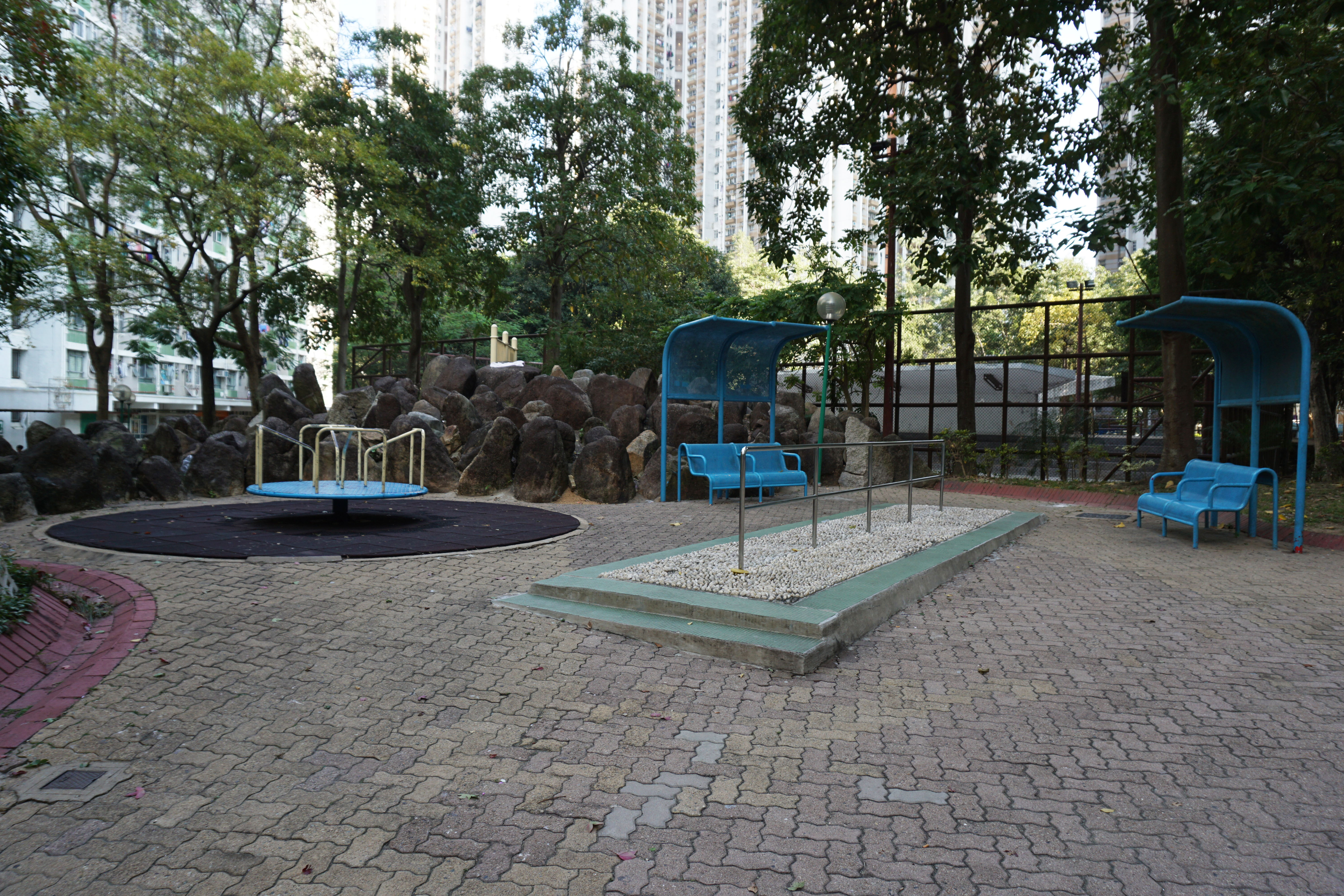
後期加建的卵石路步行徑和兒童遊樂場（2017年1月）
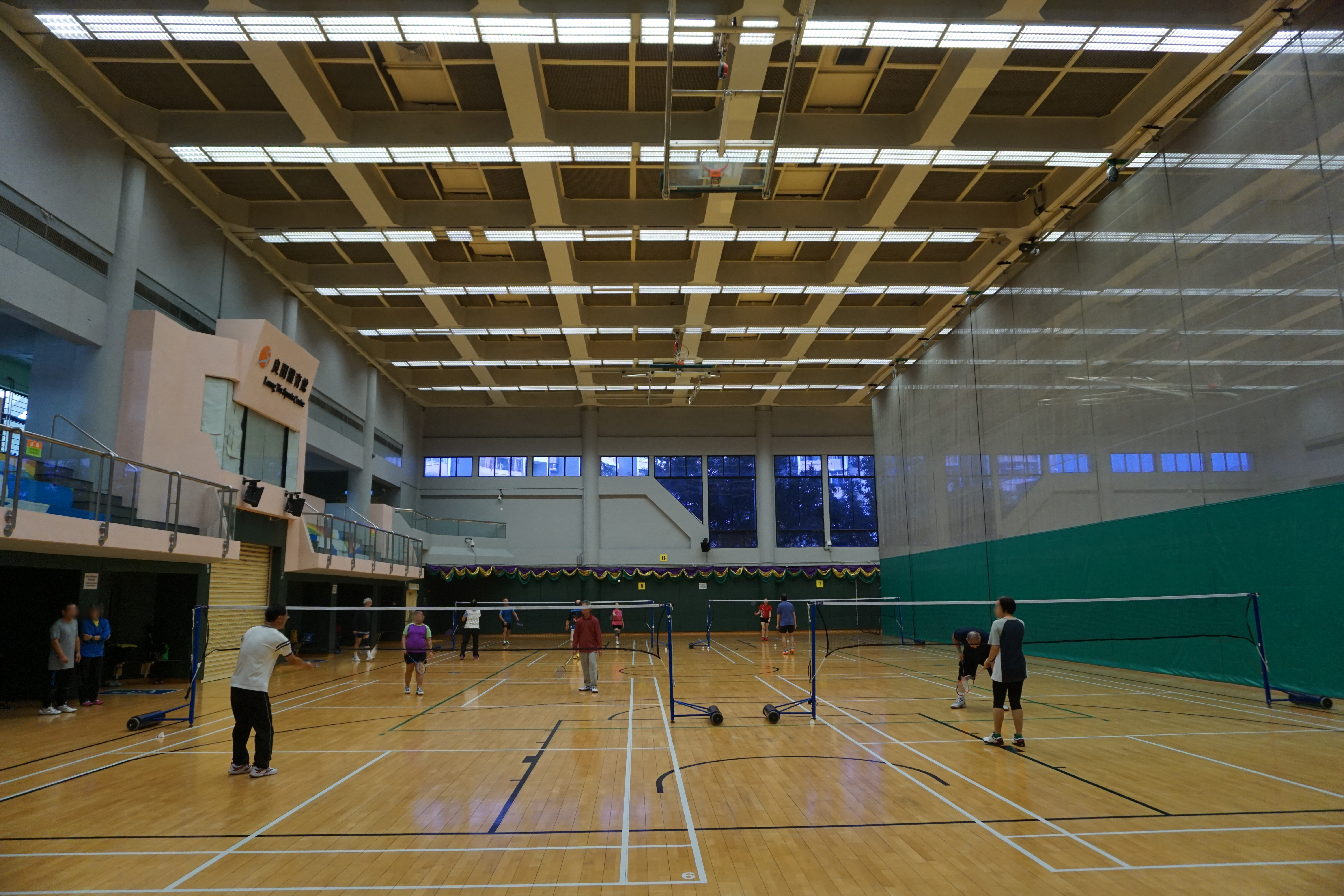
良田體育館（2017年1月）
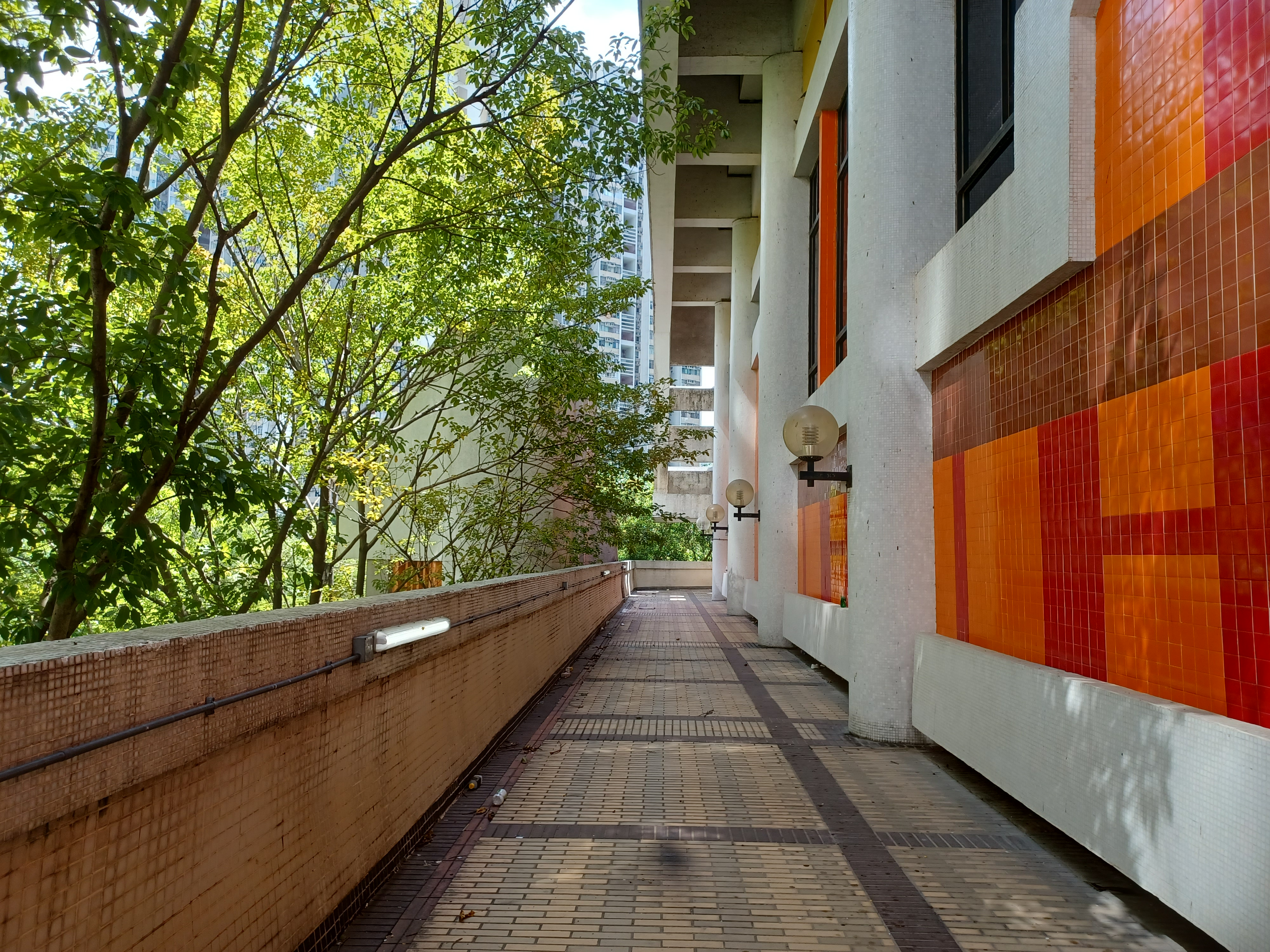
良田體育館走廊
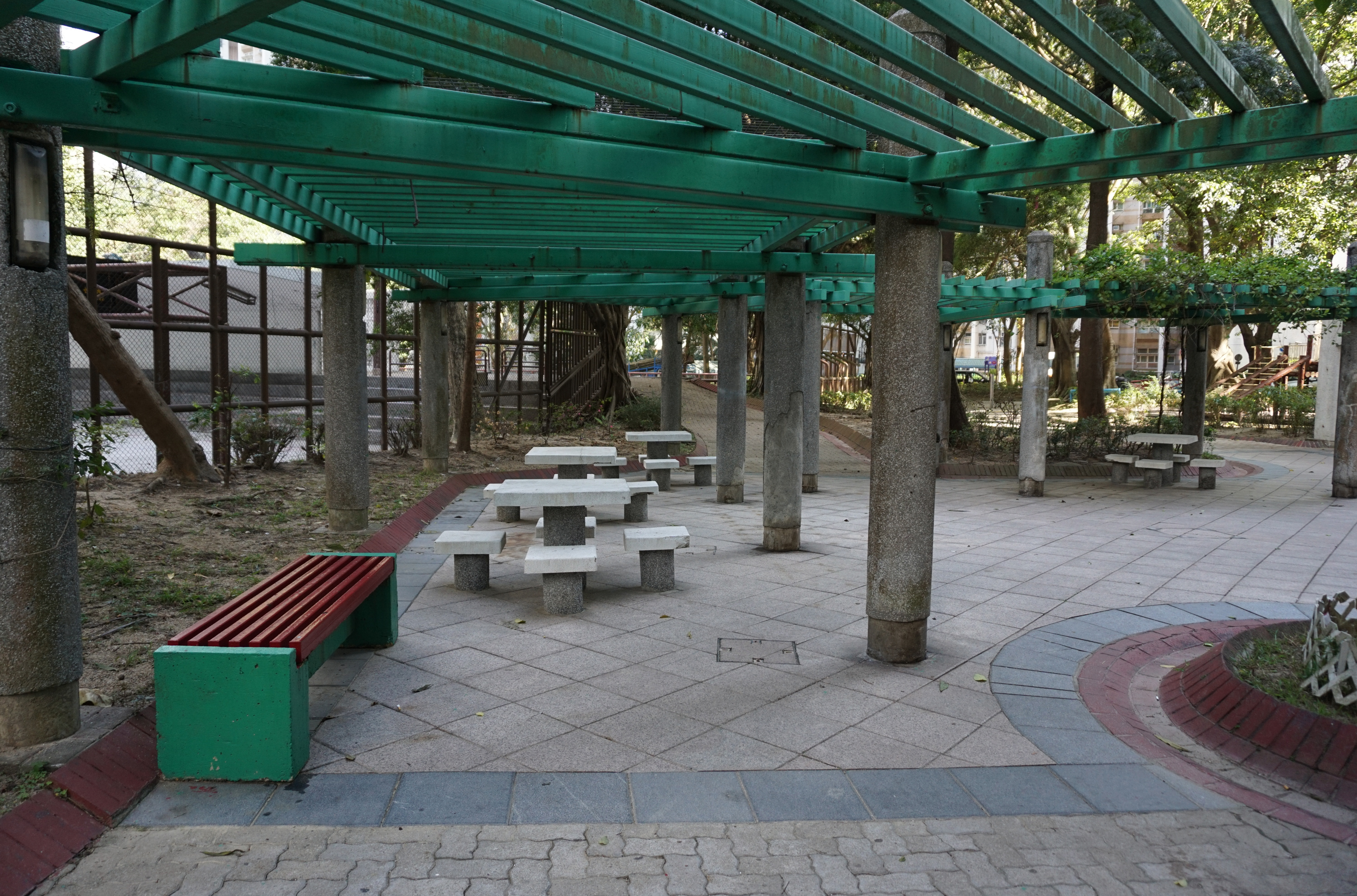
閒坐區（2017年1月）
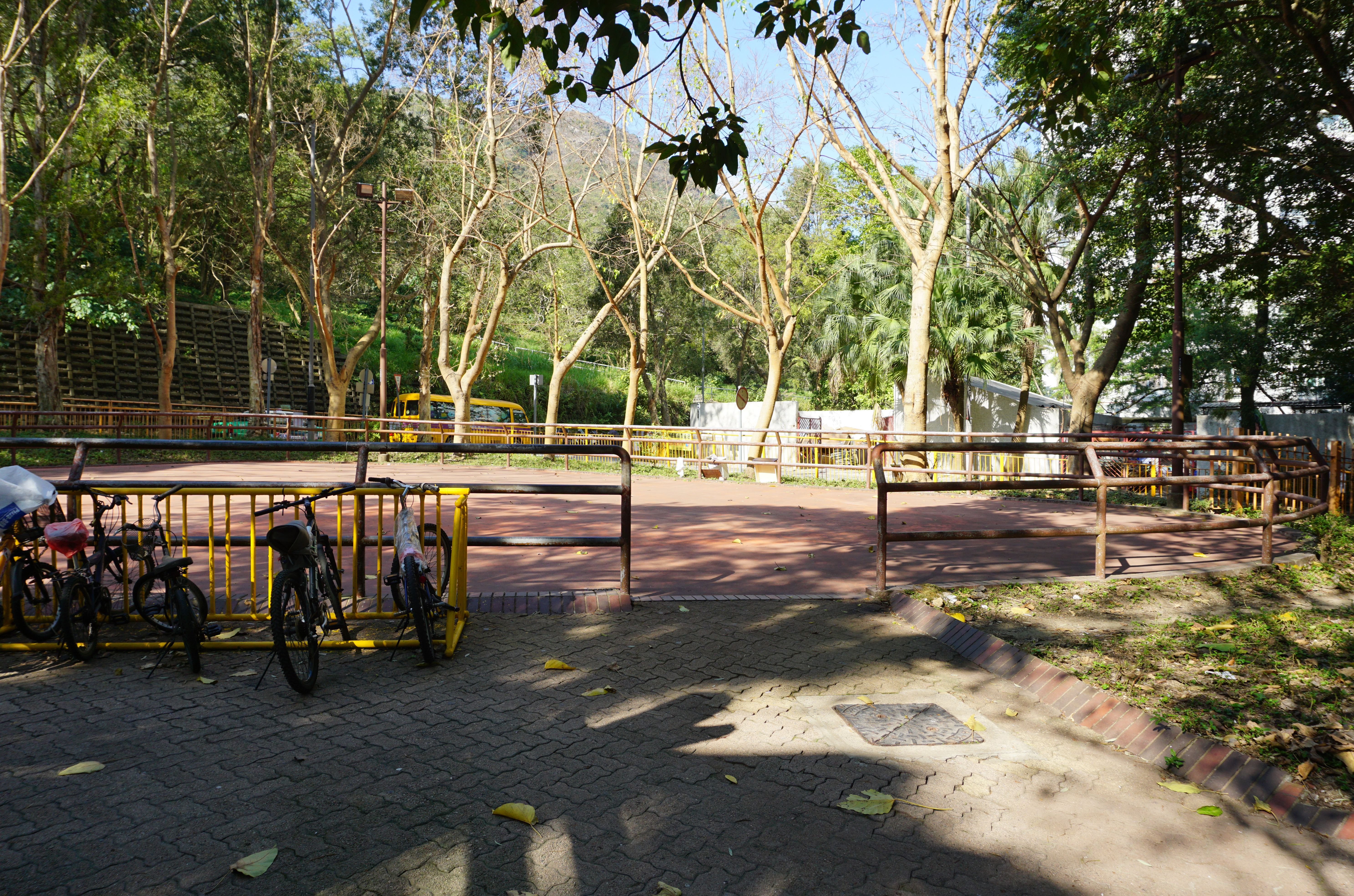
滑板場（2017年1月）
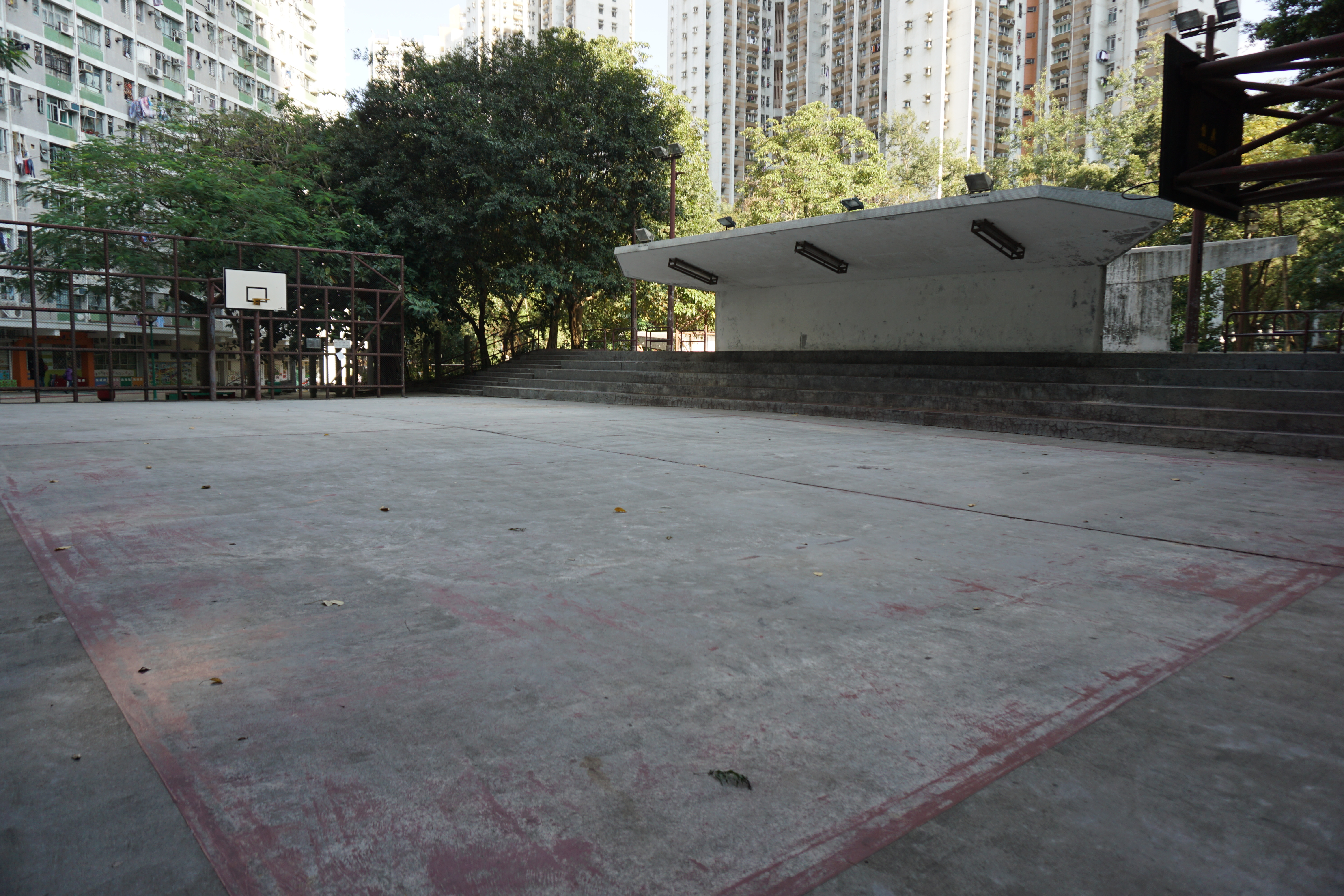
籃球場（2017年1月）
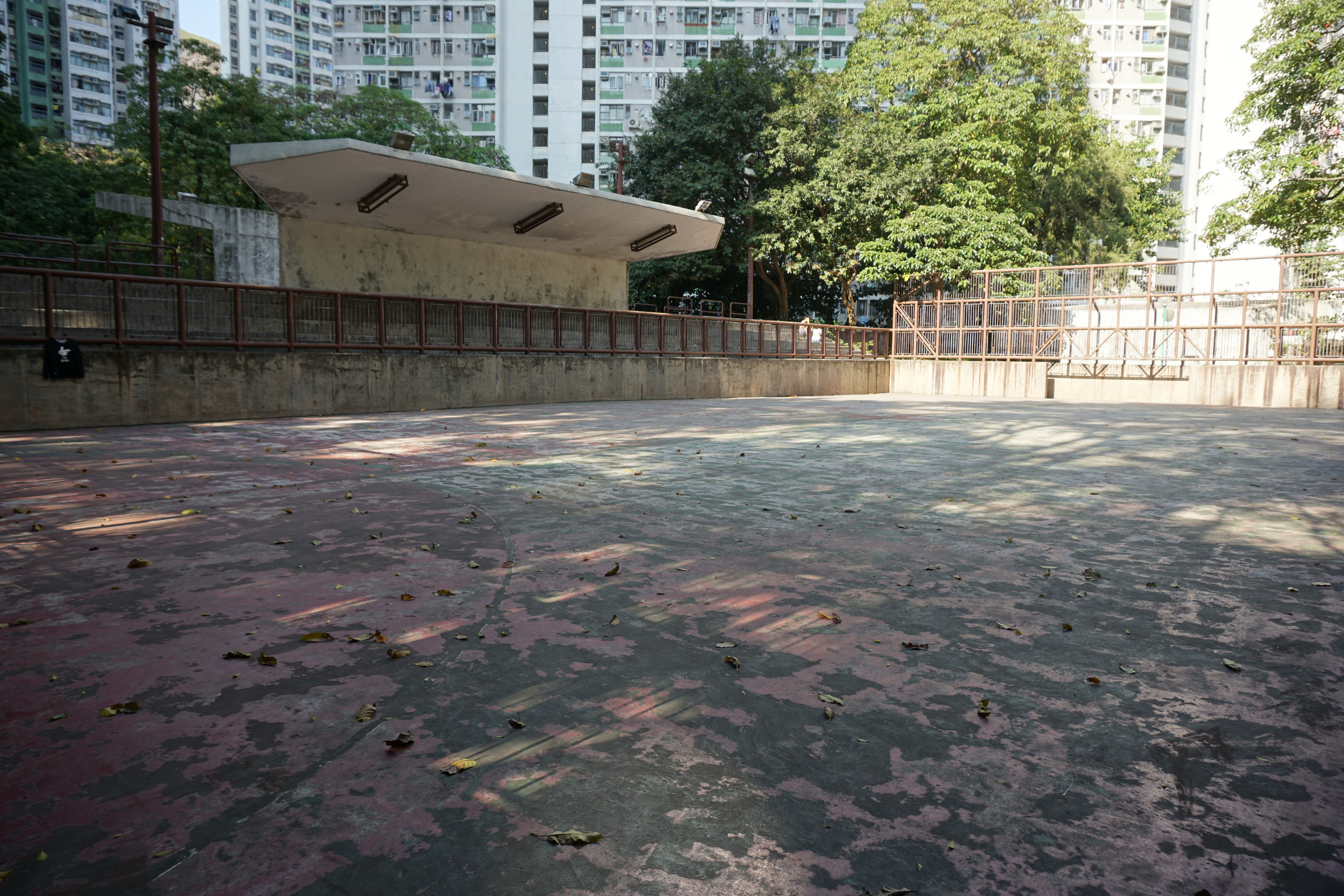
足球場（2017年1月）
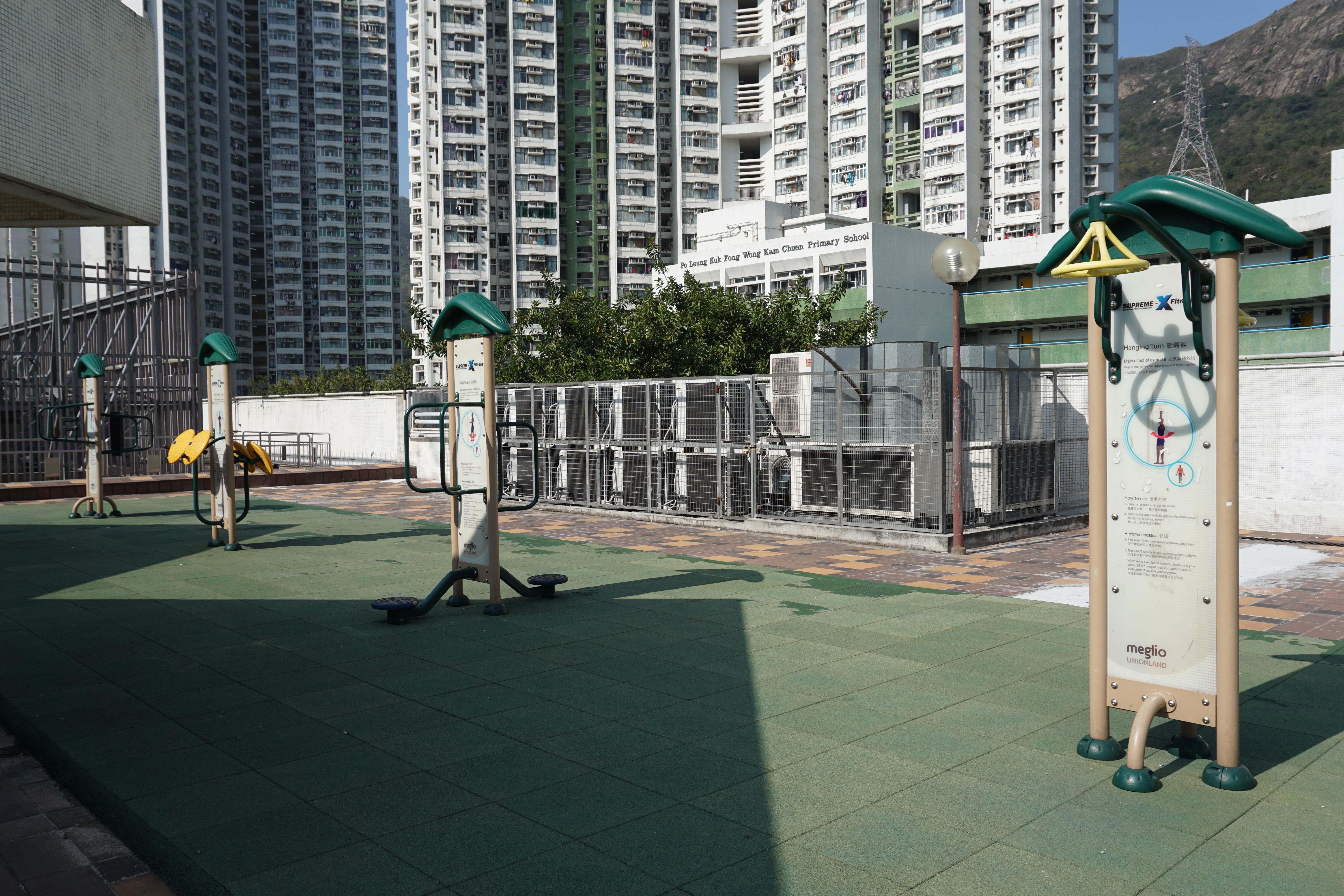
良景廣場天台健身區（2016年2月）
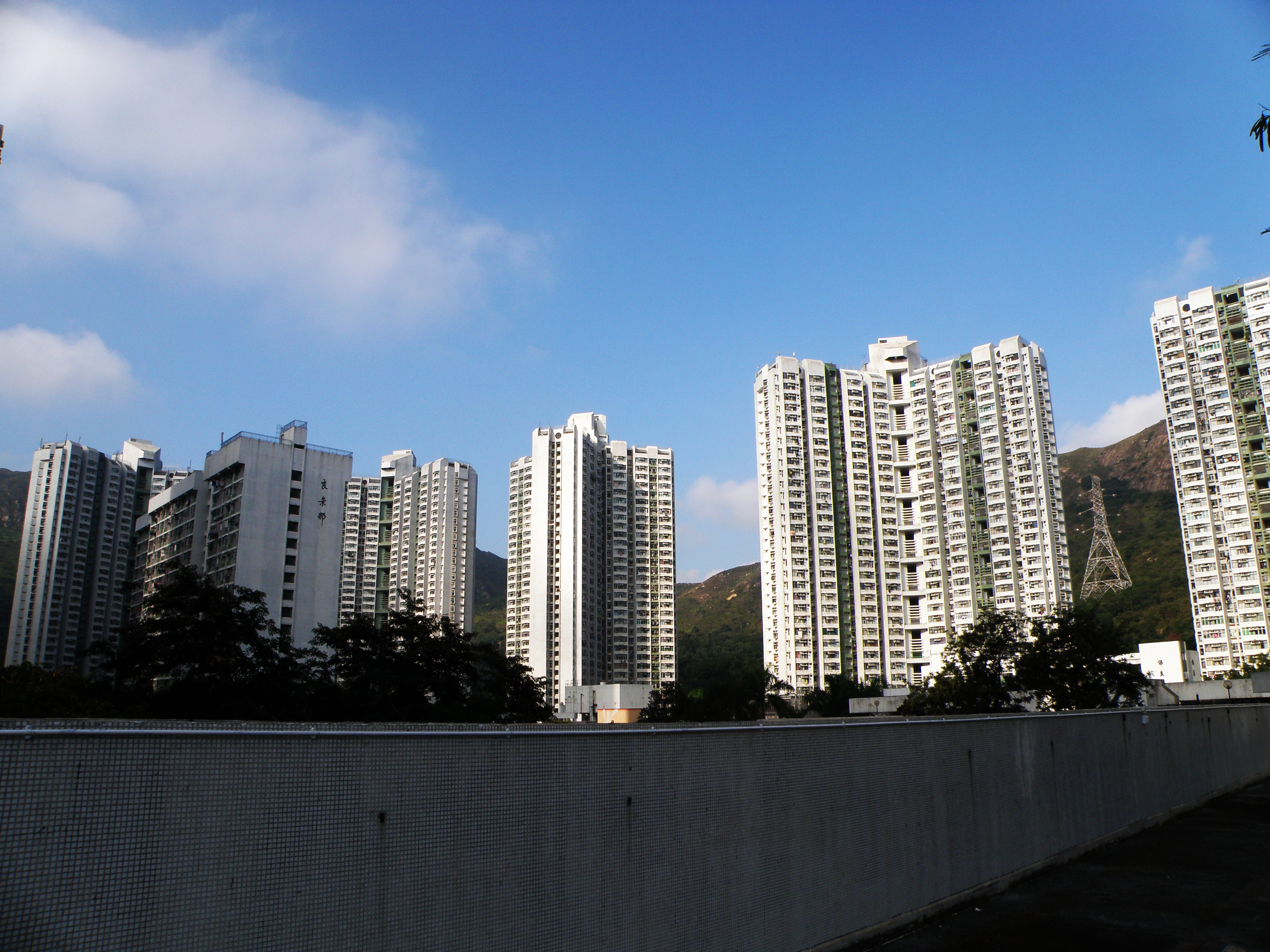
良景邨部份樓宇（2015年11月）
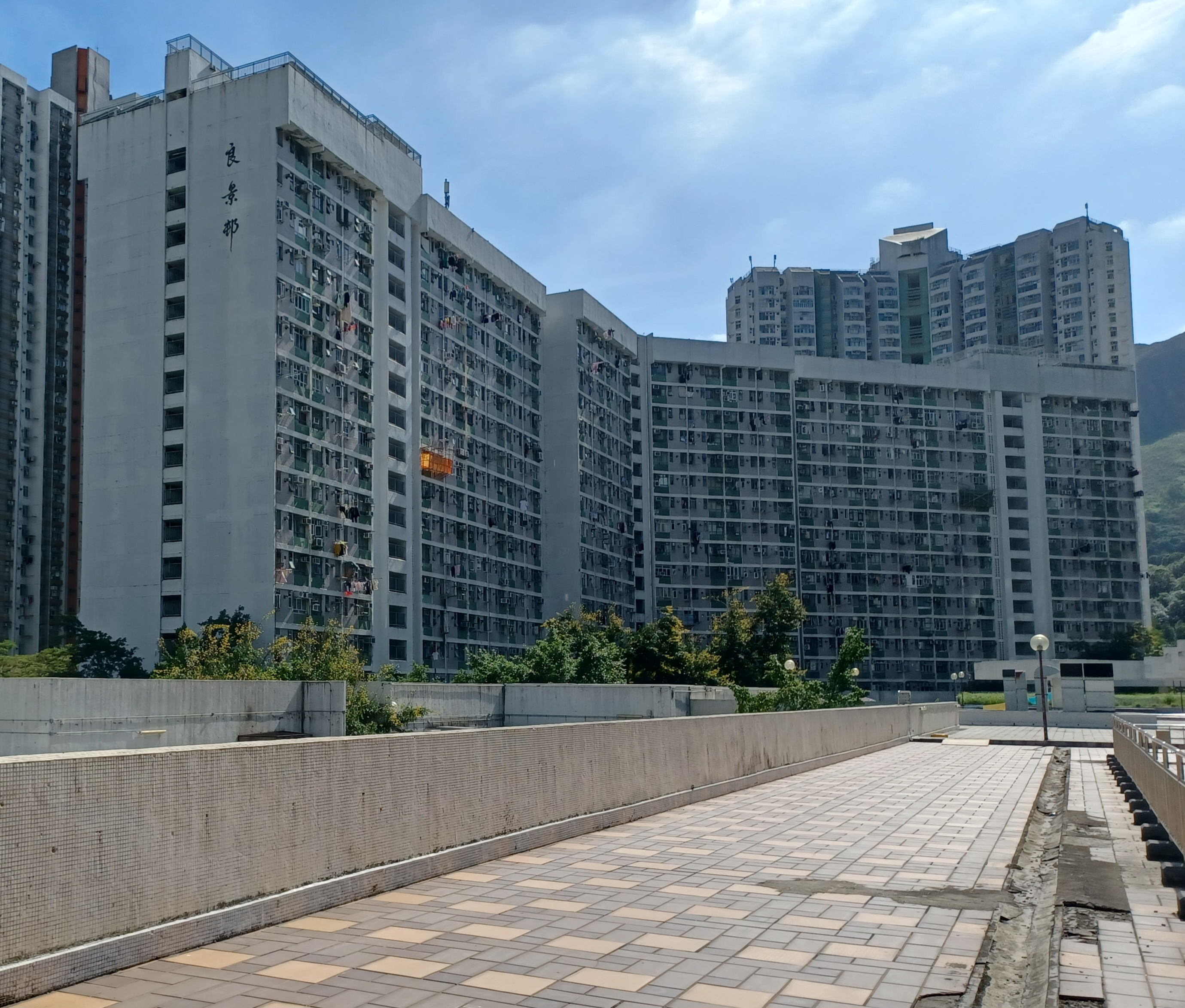
邨內唯一一幢新長型大廈—良景邨良智樓
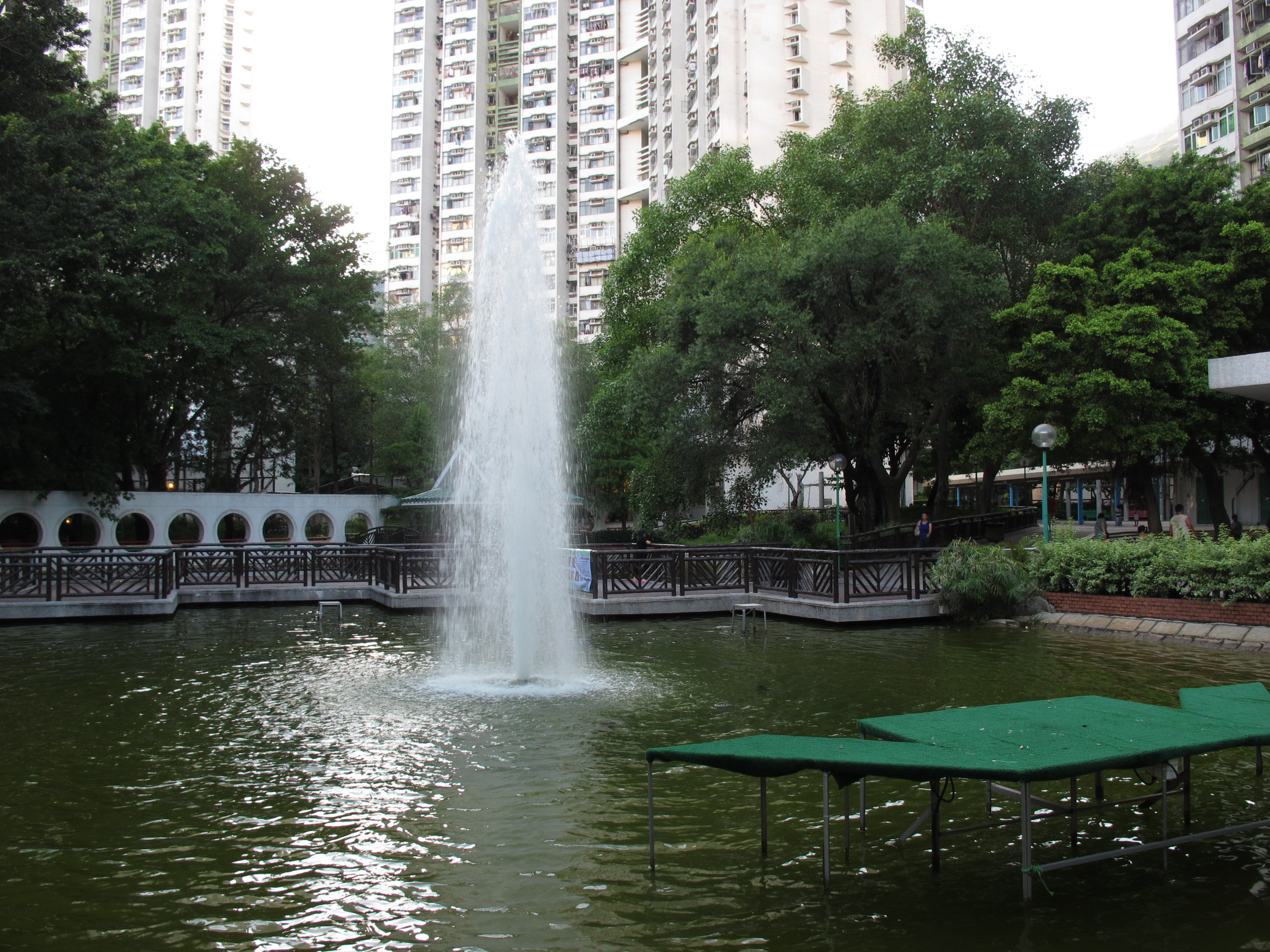
良景邨內的水池（2011年7月）
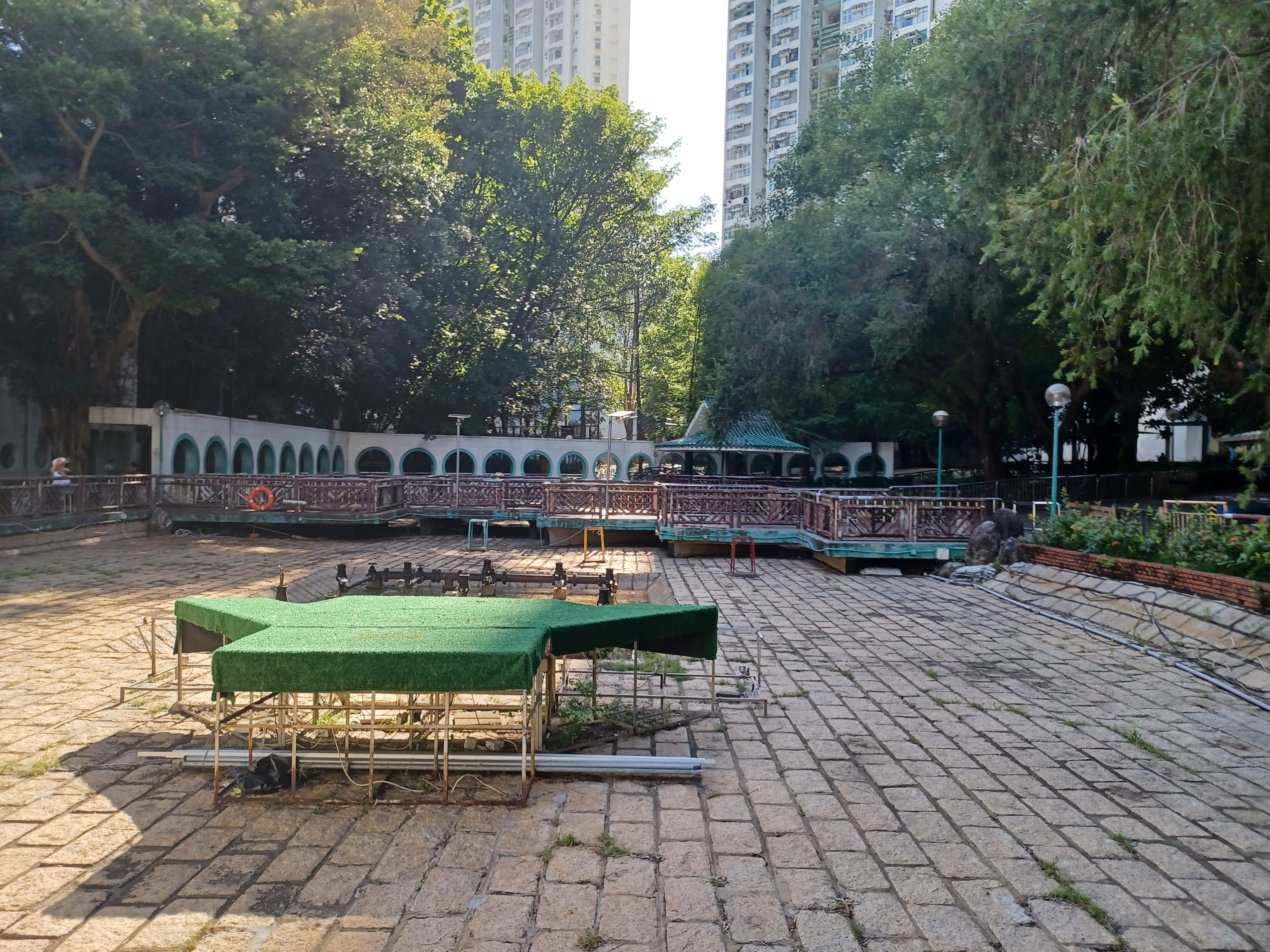
2023年的水池已完全乾涸
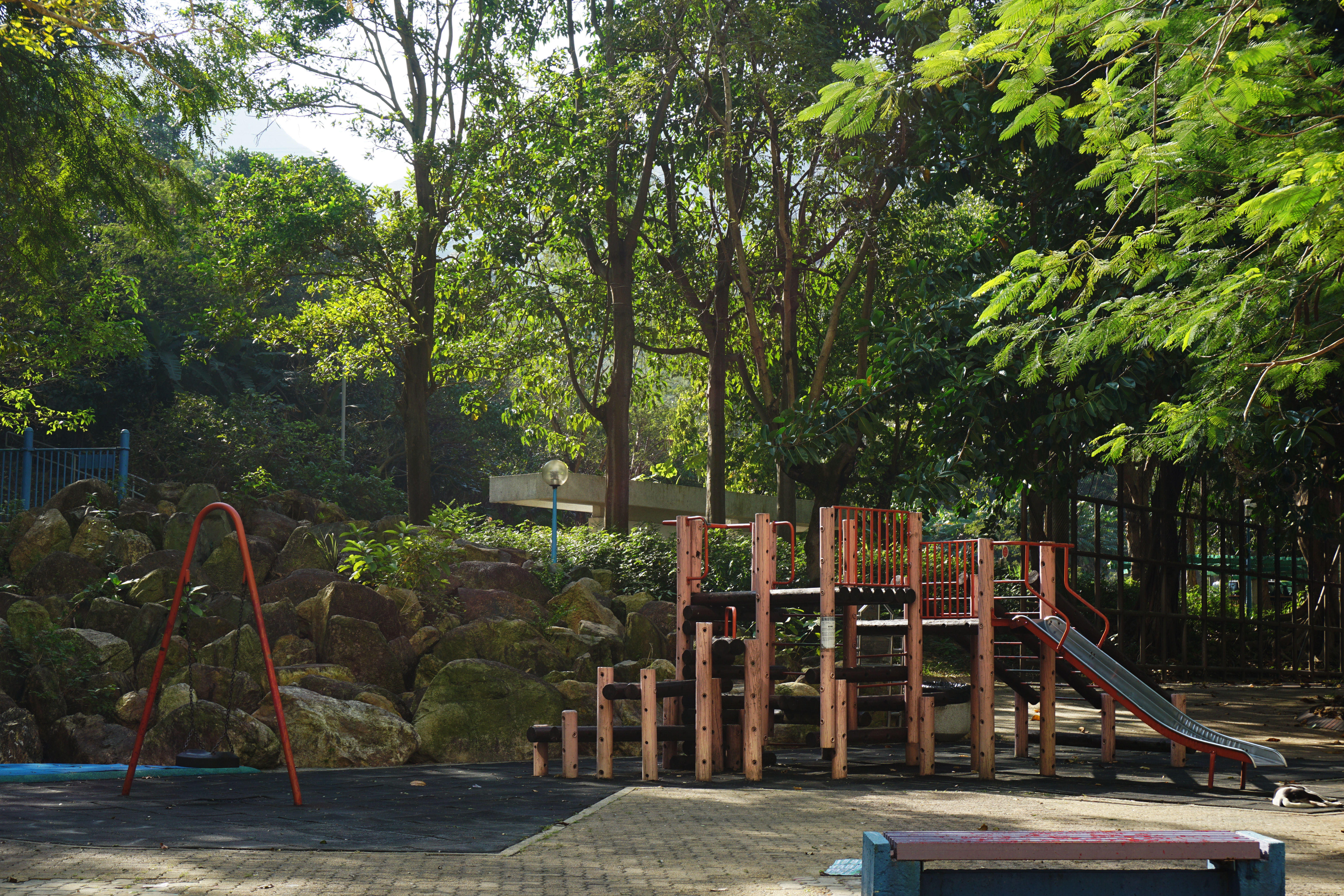
兒童遊樂場（2017年1月）
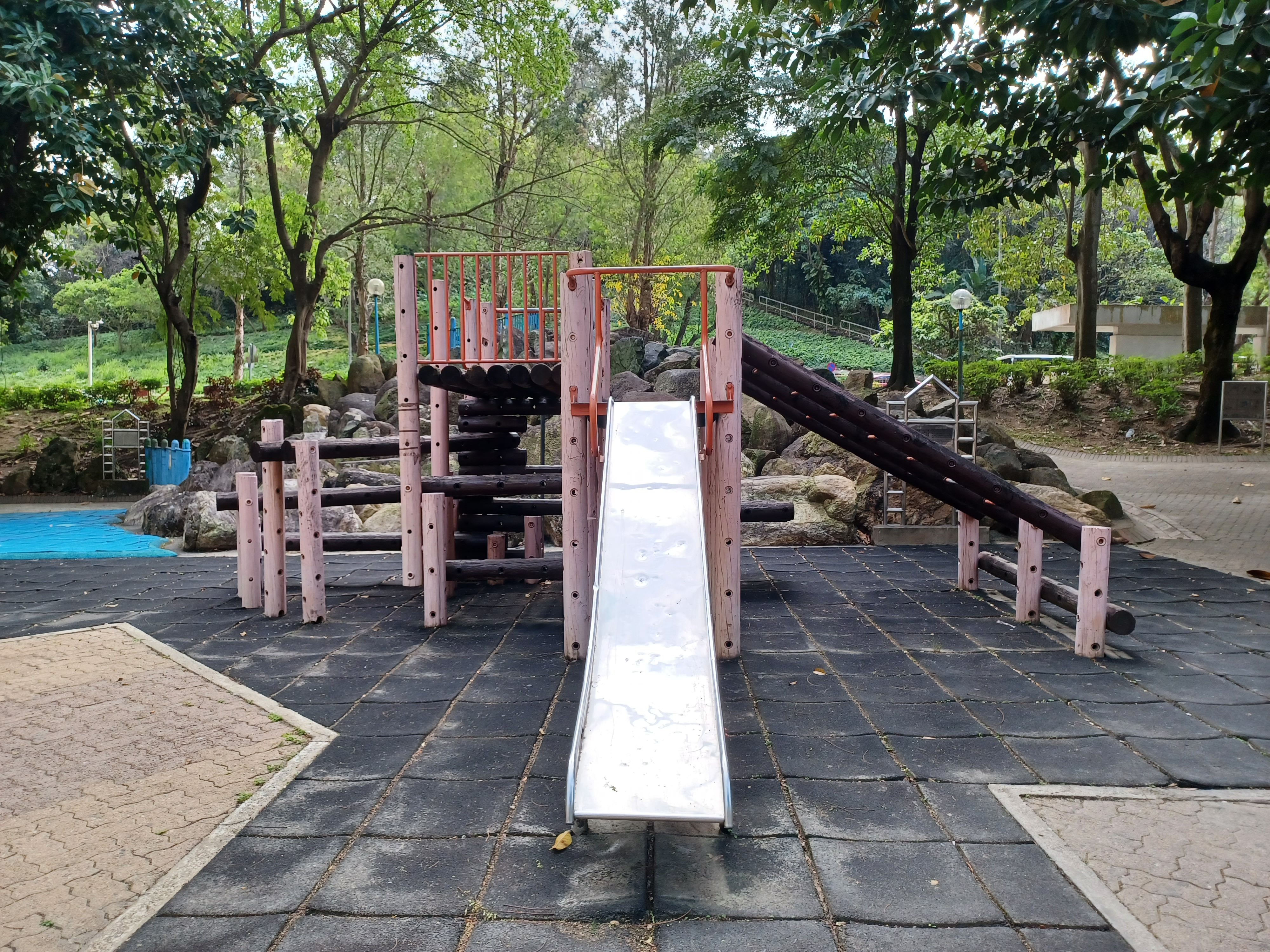
兒童遊樂場
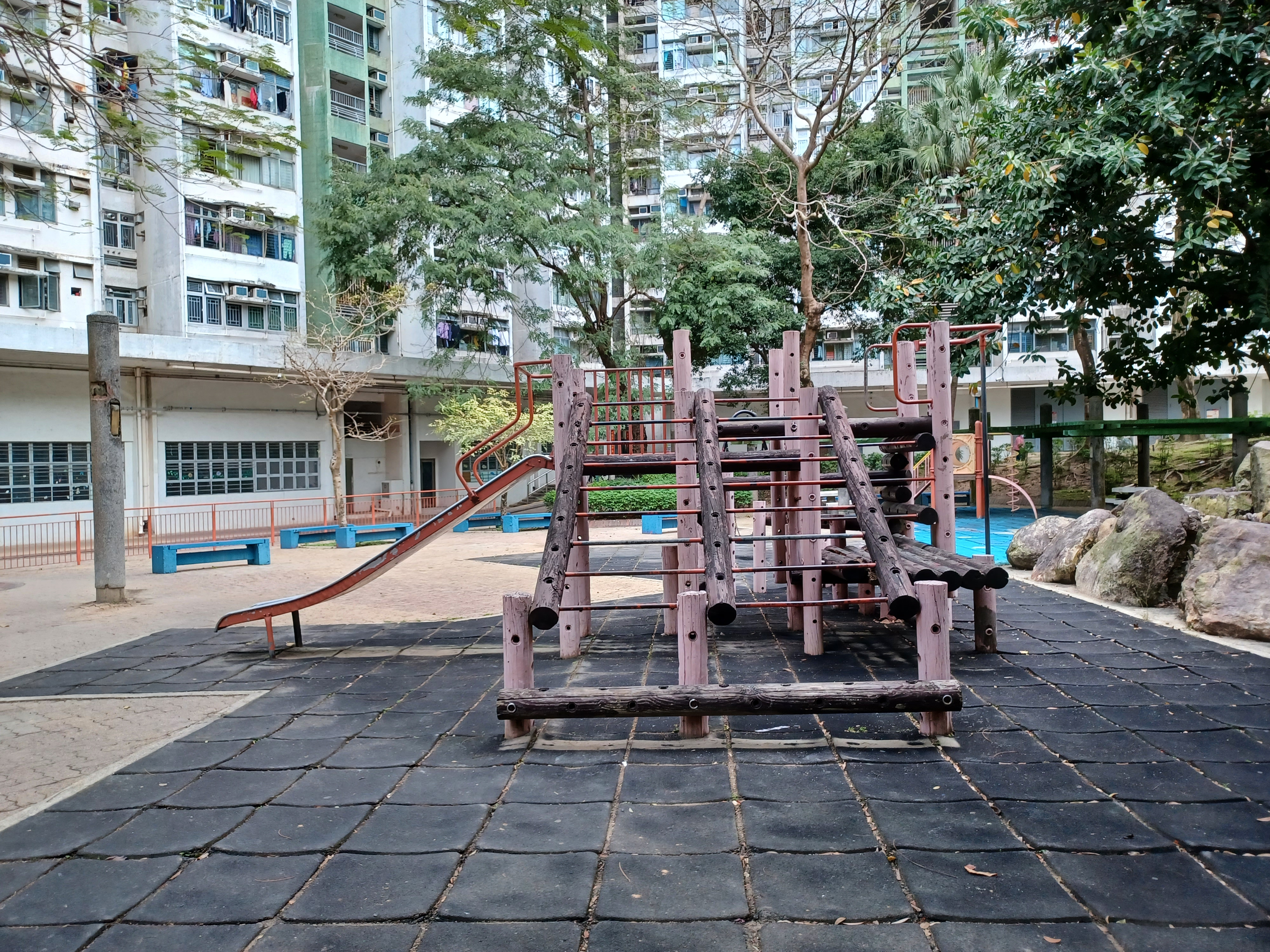
兒童遊樂場
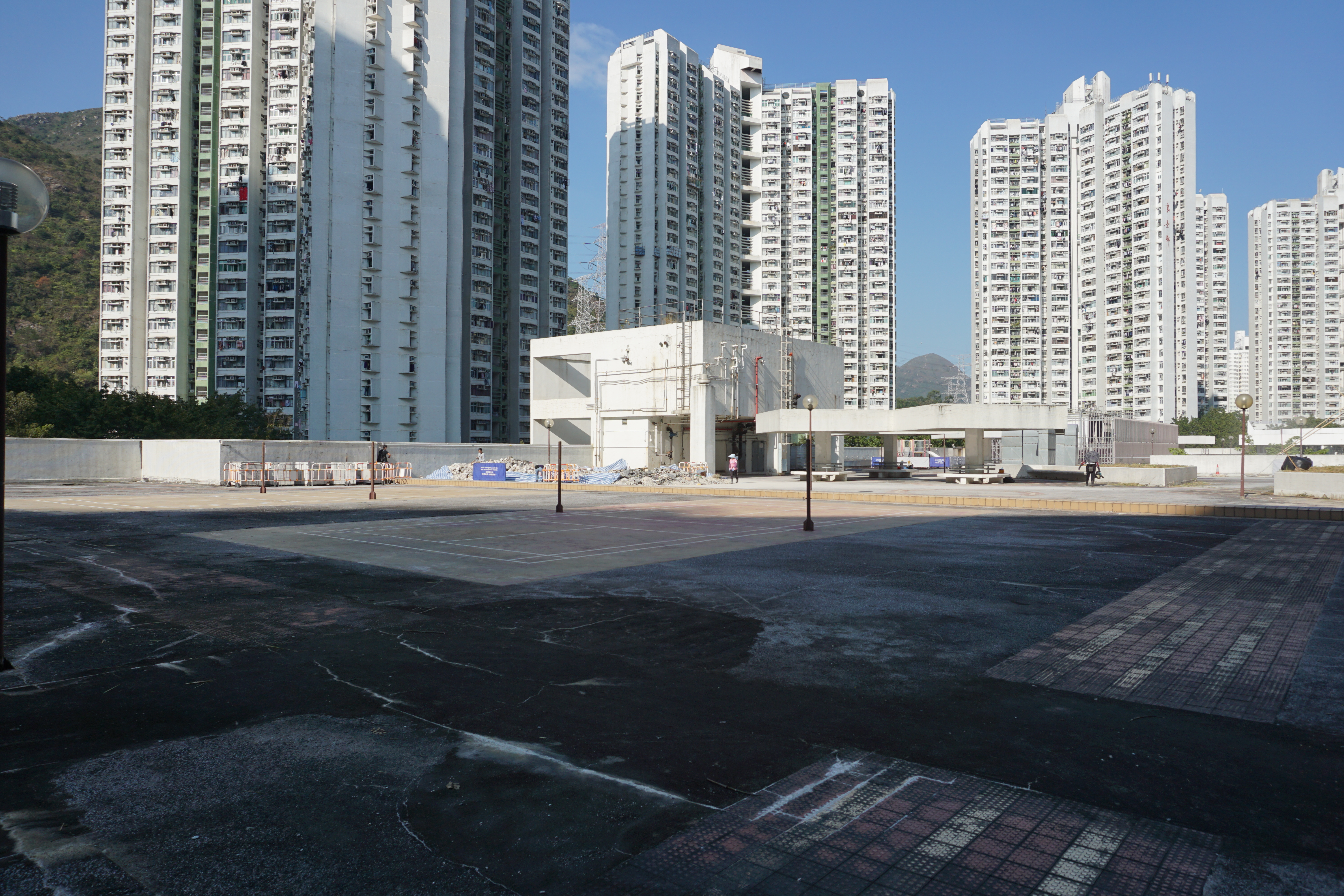
良景廣場天台羽毛球場（2017年1月）
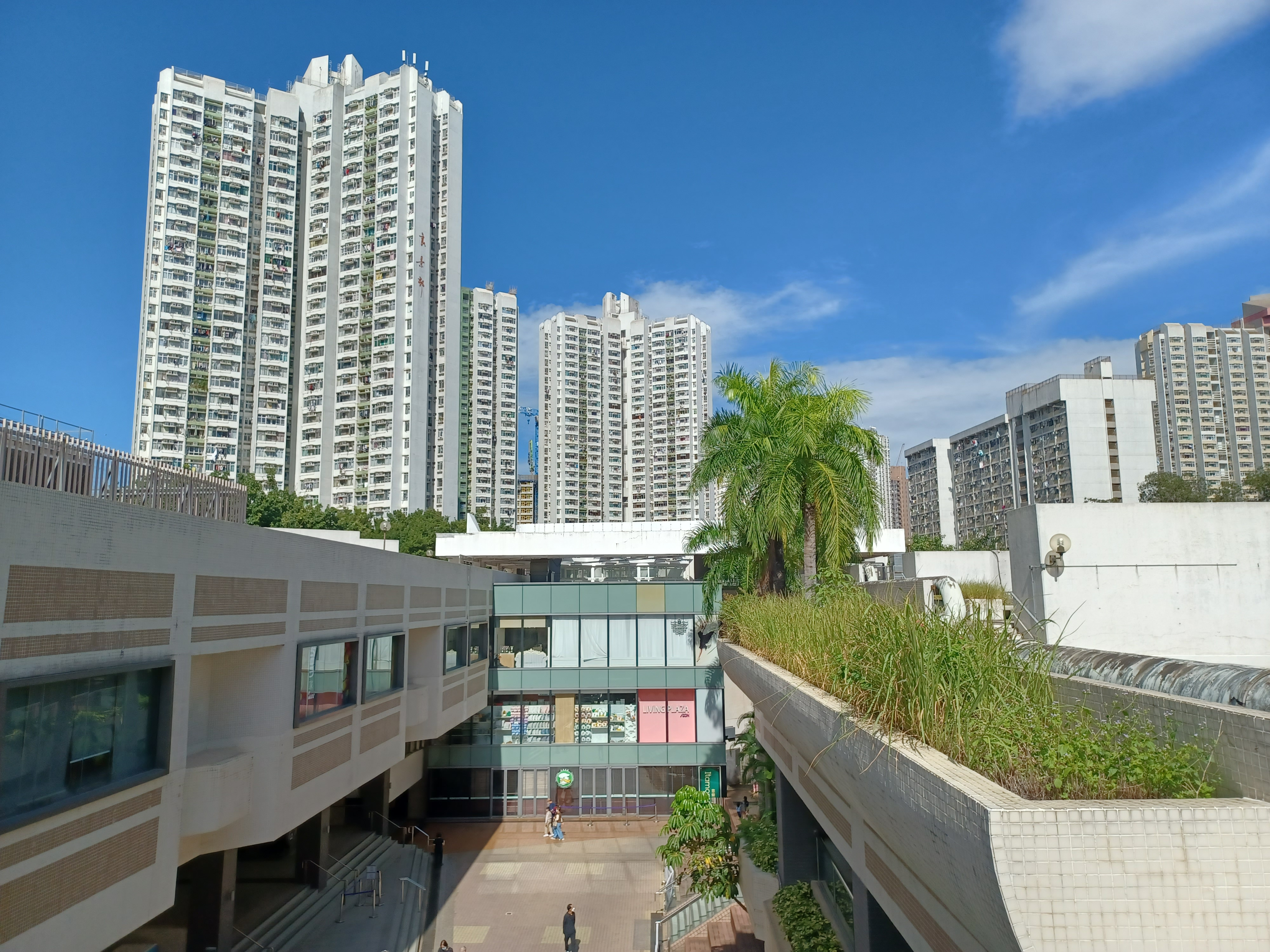
良景廣場天台
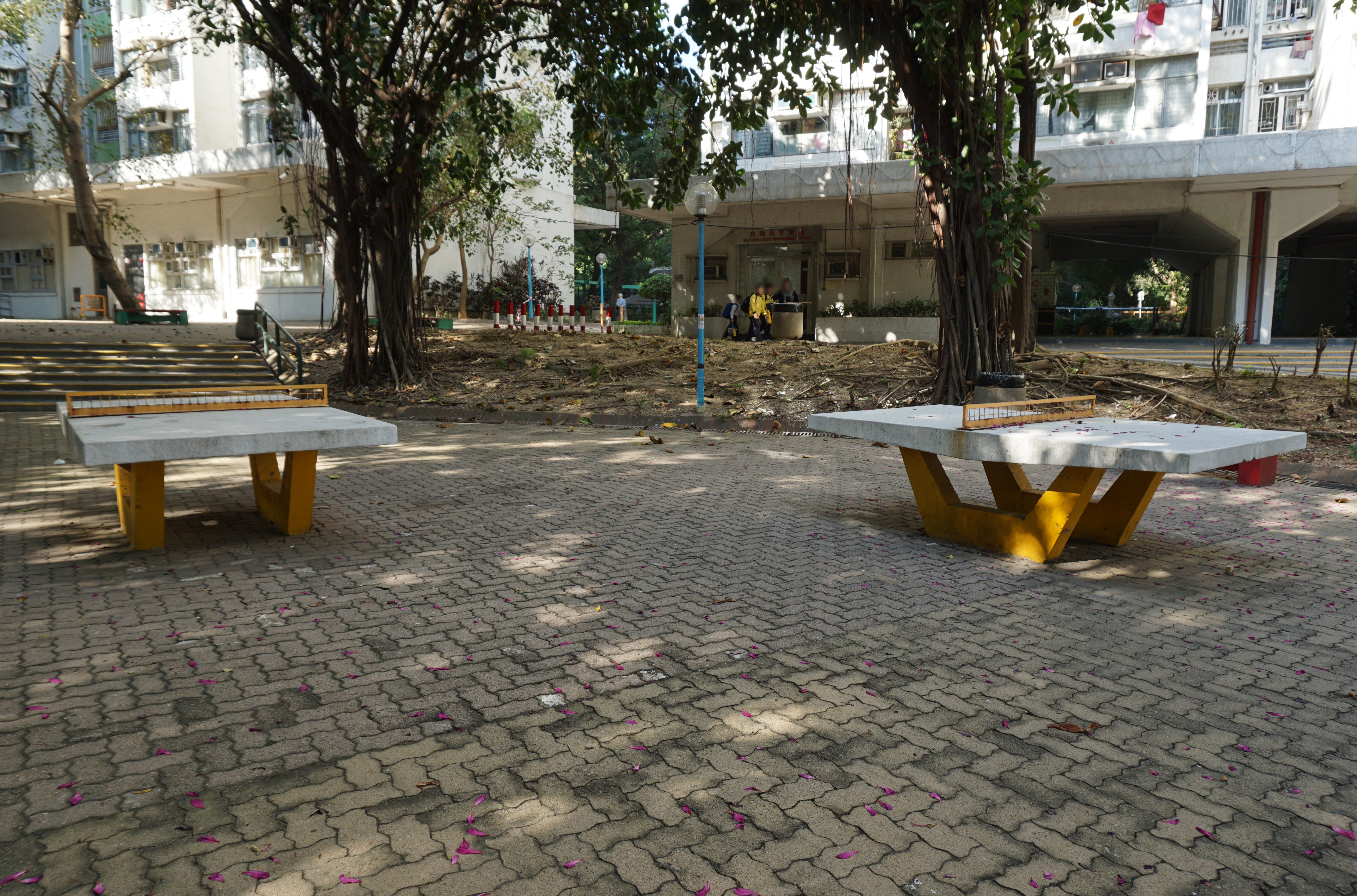
兆隆苑內的乒乓球區（2017年1月）
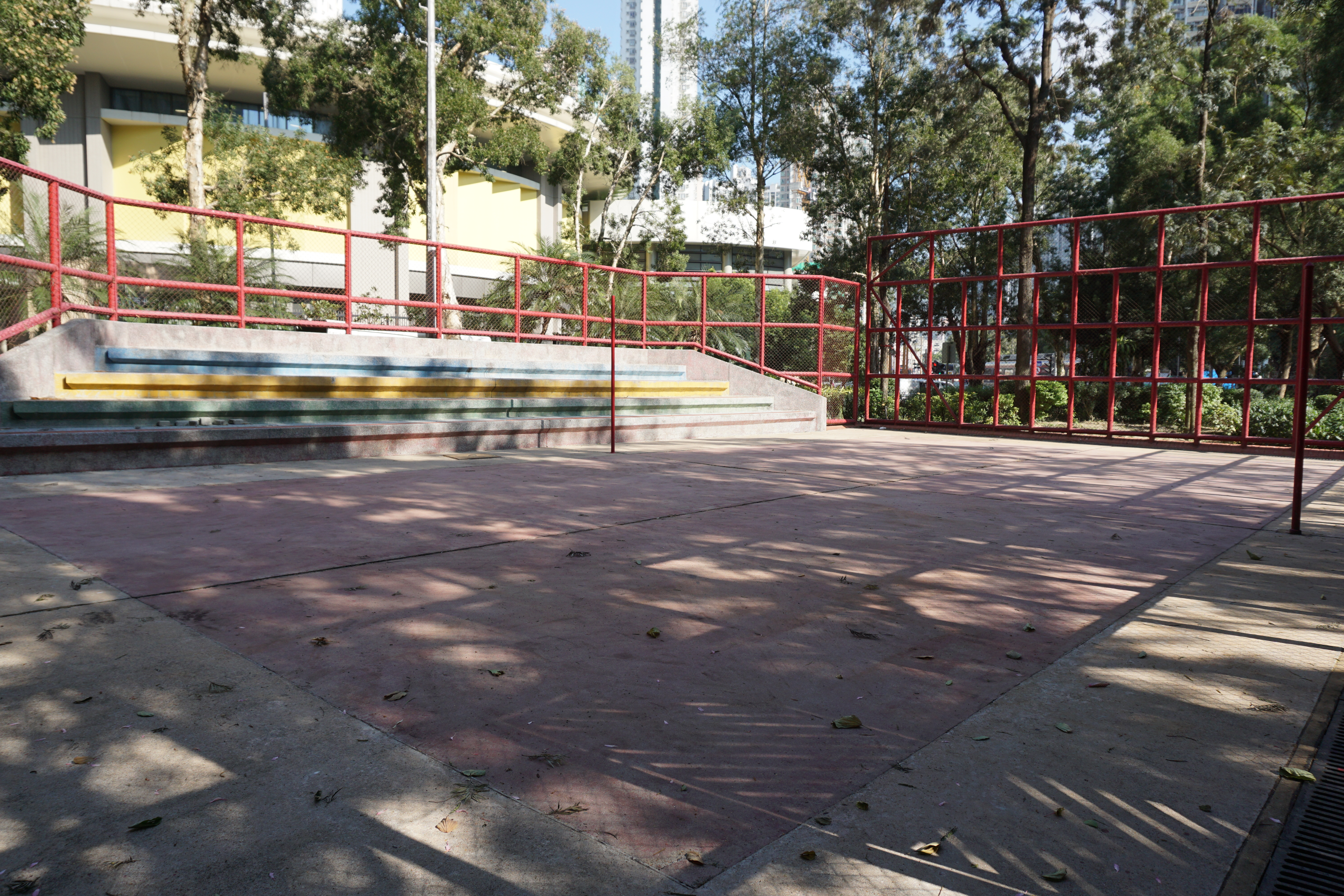
兆隆苑內的排球場（2017年1月）

### 滿田邨
房委會就良景邨東北部一幅位於良賢樓與兆隆苑北面的政府用地，申請放寬高度限制並興建單幢公屋，已向城規會申請放寬建築物高度限制，由140米放寬至143米，以將可提供的伙數增至1,020伙。根據城規會文件，該幅土地位於屯門寶田邨與良景邨之間，其住用的住宅總樓面面積為48.43萬平方呎，平均每伙面積約475平方呎、以地積比8倍發展，將「插針式」興建一幢樓高41層的住宅大廈，當中34層為住宅用途，料可提供1,020伙單位，較原本的990伙增加30伙。另外，地皮北面屬斜坡，將會作鞏固工程，項目平台位置將設有約16.15萬平方呎非住用樓面，主要用作社福設施，包括一所社區健康中心，以及一間擁有100個床位的安老院舍。並設有綠化休憩設施和兒童遊樂場等。項目預計可供約2,550人居住，預計城規會通過後，最快今年內會向立法會申請撥款開展工程，預計2024年落成。房委會建議項目將設行人通道連接毗鄰的寶田邨，而鄰近泳池部份現有花床位置改作行人通道，可減輕對鄰近屋苑影響。
2023年10月31日，房委會正式公佈該單幢公屋命名為滿田邨，並將樓宇命名「滿田樓」（Moon Tin House）。
而公屋在2022年9月興建期間因總承建商精進建築涉及致命工業意外，導致房委會需要就地盤天秤的安全進行檢測。加上天氣因素和COVID-19疫情導致施工進度受影響。到2024年第四季起，總承建商工人被拖欠薪金情況下，項目將延遲一季，到2025年第一季才入伙，暫時未有確實完工時間表。然而，由於該承建商再於2025年5月22日不獲當局續牌，房委會於同月28日決定以一日招標方式，為受影響屋邨剩餘工程另覓承建商，而入伙時間將進一步押後至2026年。

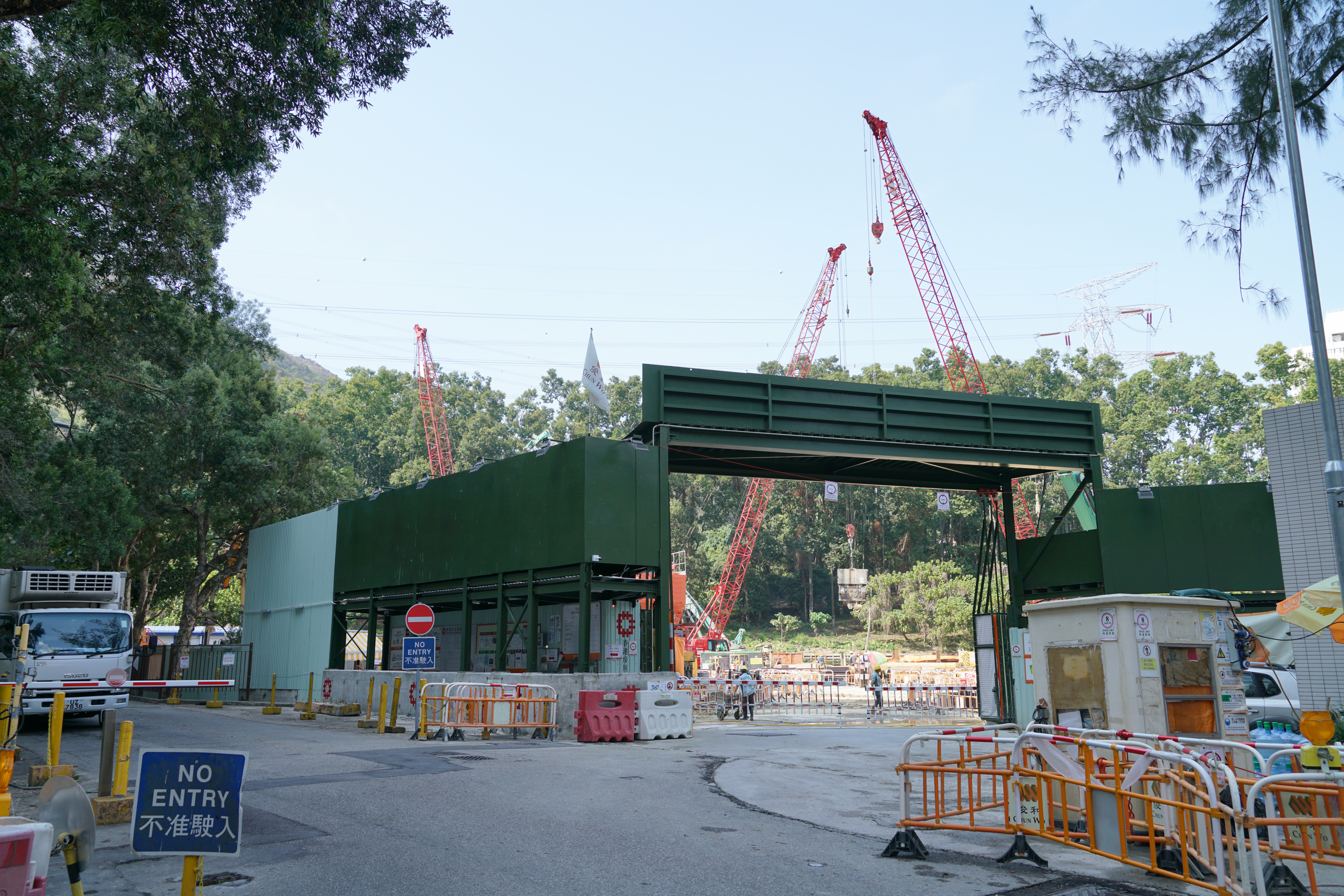
興建中之第29區（西）樓宇地盤（2020年3月）
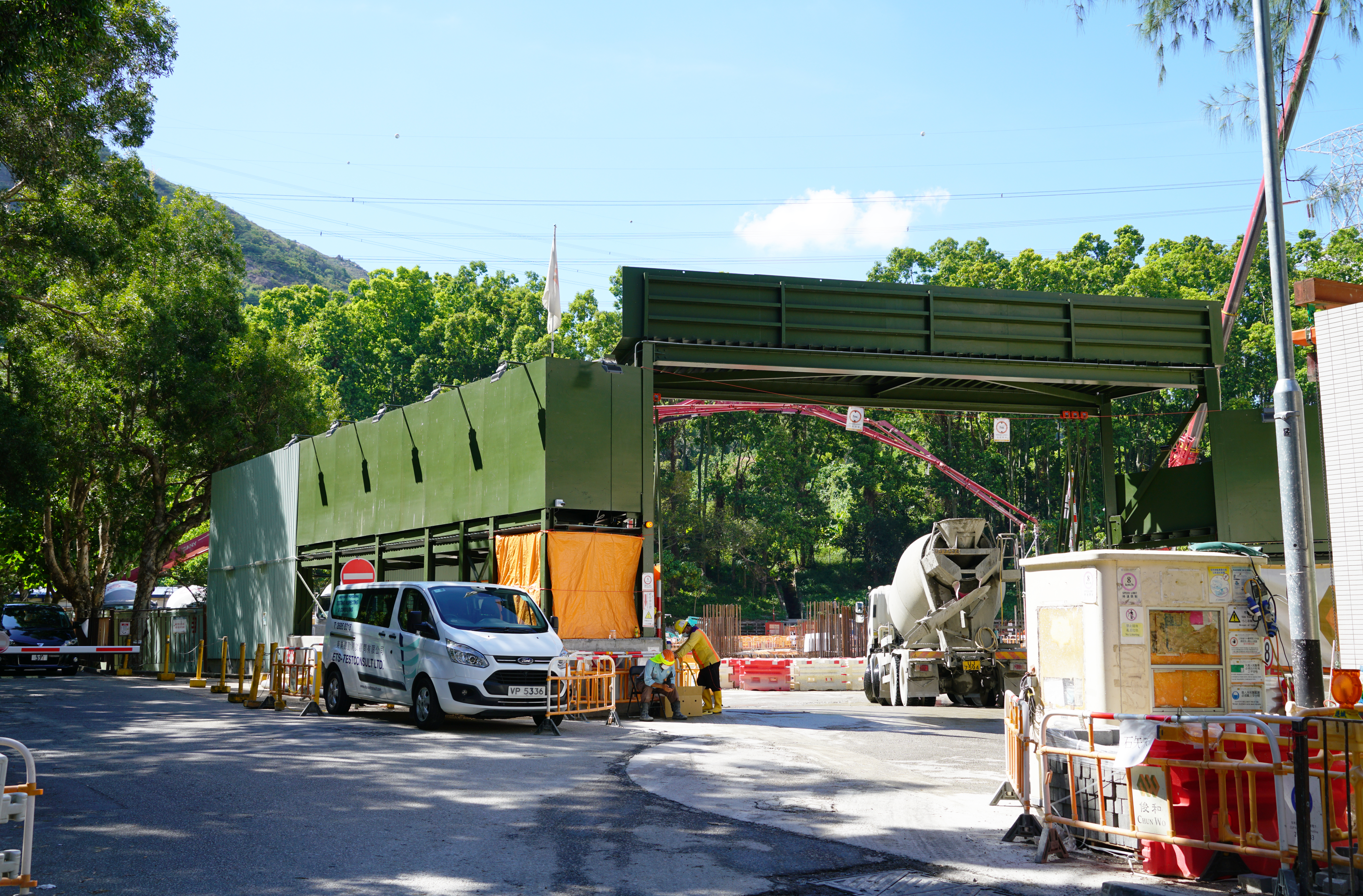
興建中之第29區（西）樓宇地盤（2020年7月）
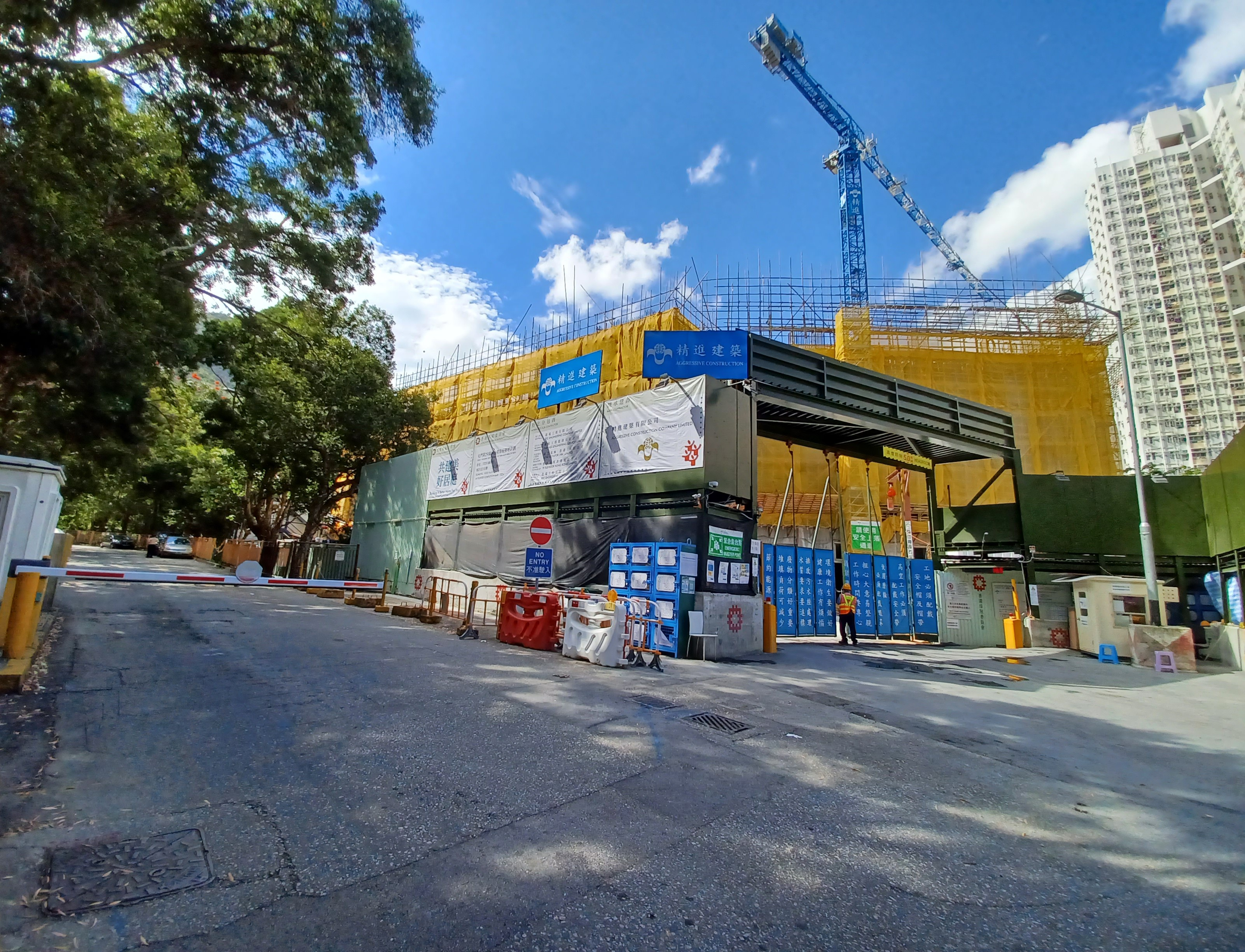
興建中之第29區（西）樓宇地盤（2021年5月）
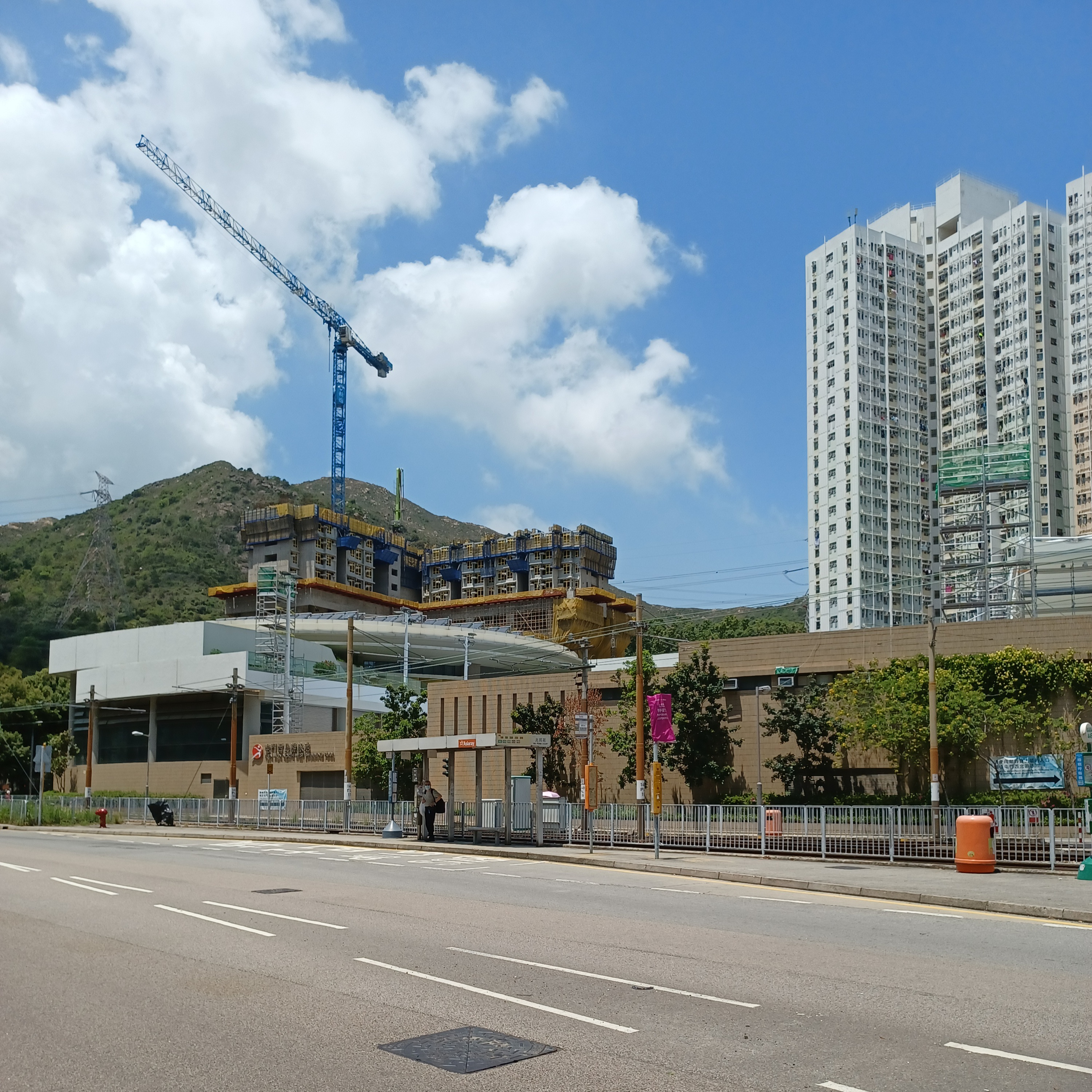
興建中之第29區（西）樓宇地盤（2022年4月）
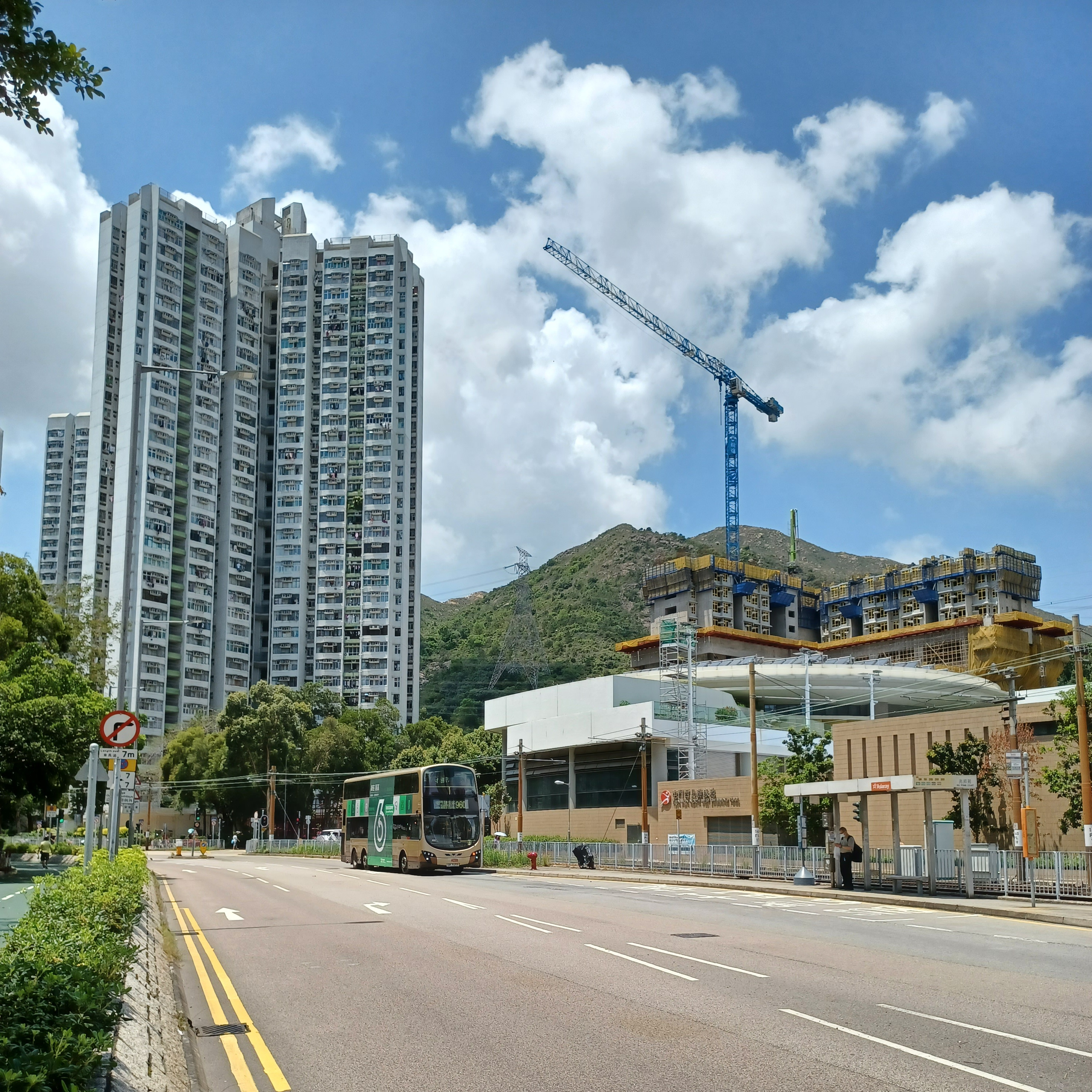
兆隆苑與興建中之第29區（西）樓宇地盤（2022年4月）
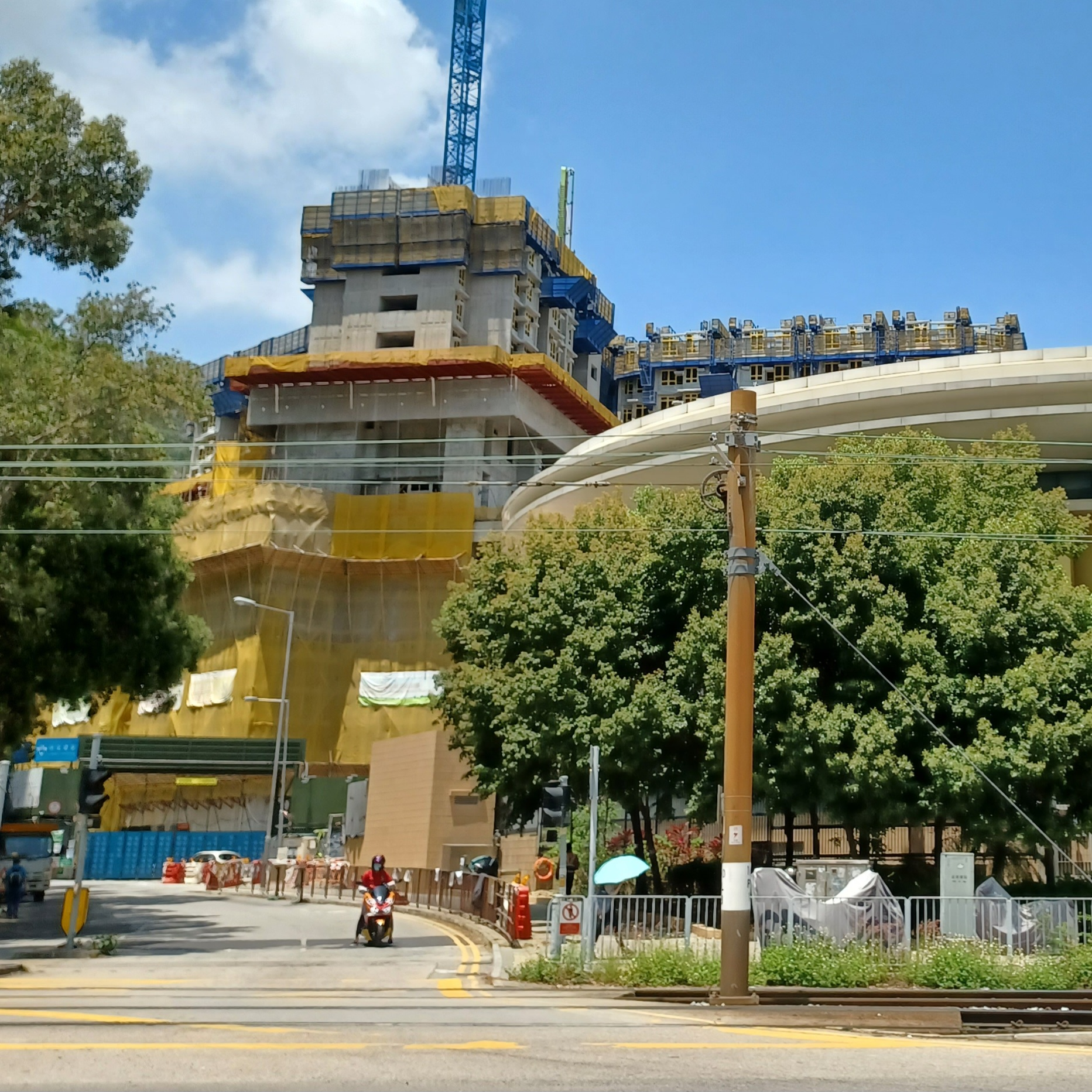
興建中之第29區（西）樓宇地盤（2022年4月）
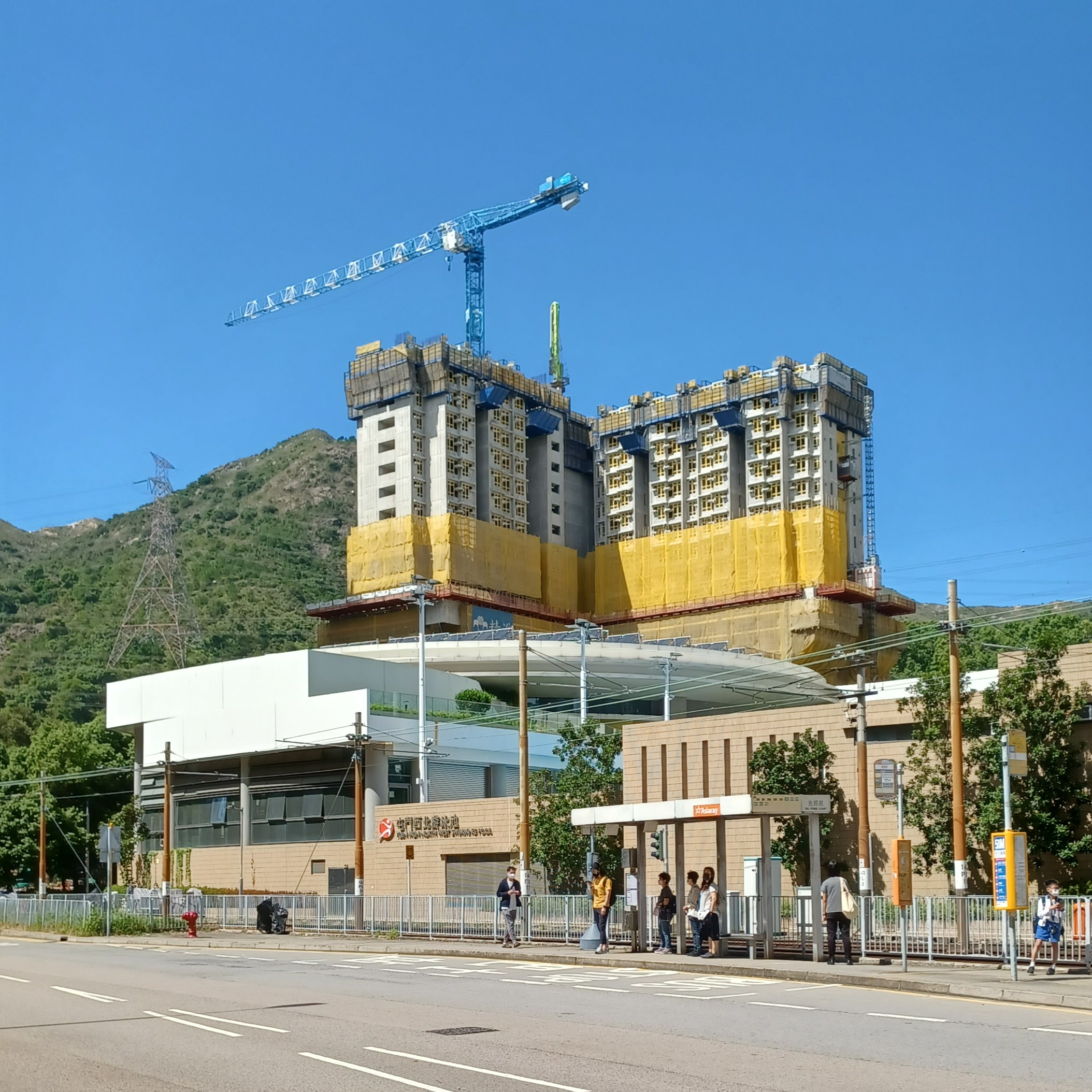
興建中之第29區（西）樓宇地盤（2022年10月）
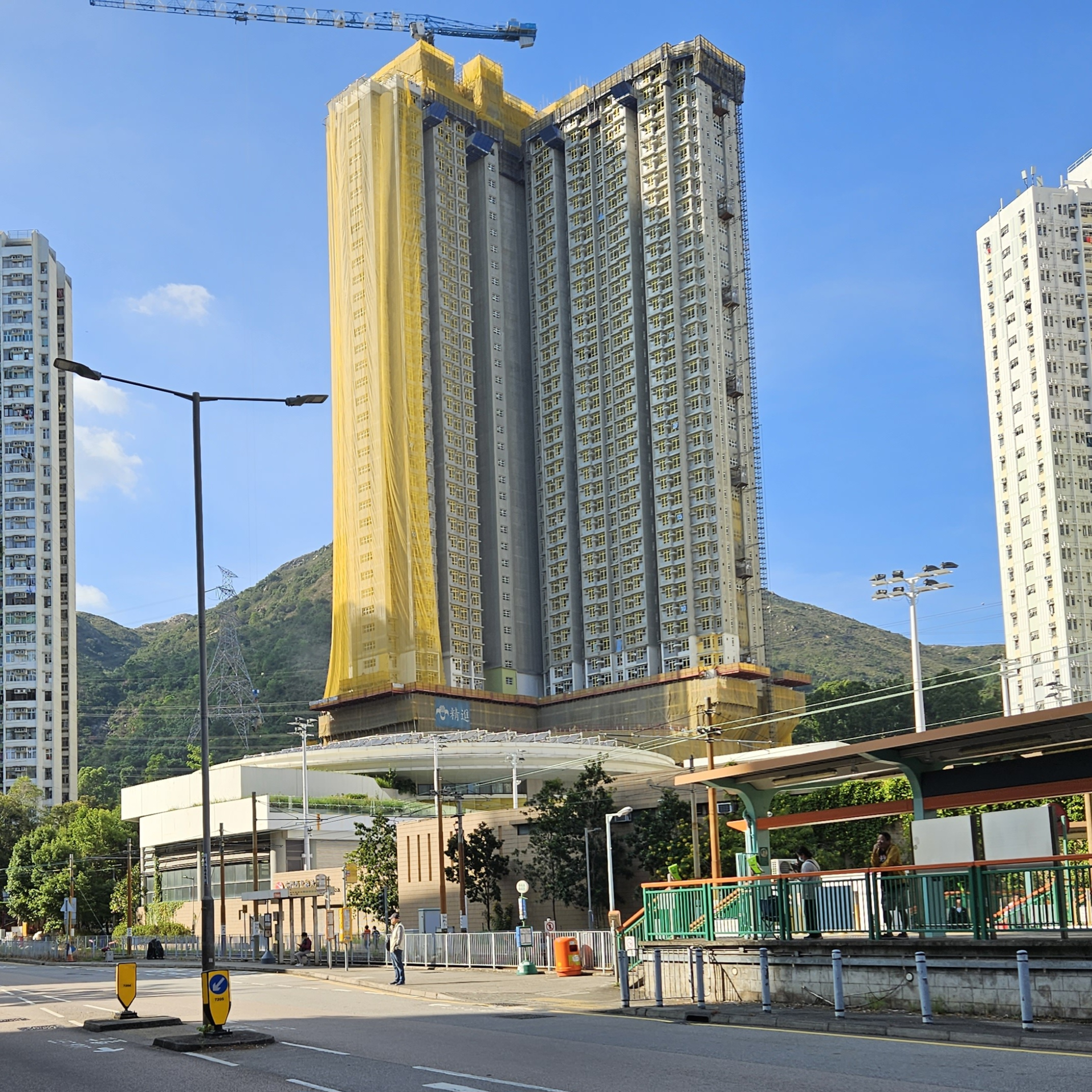
已平頂的滿田樓（2023年11月）
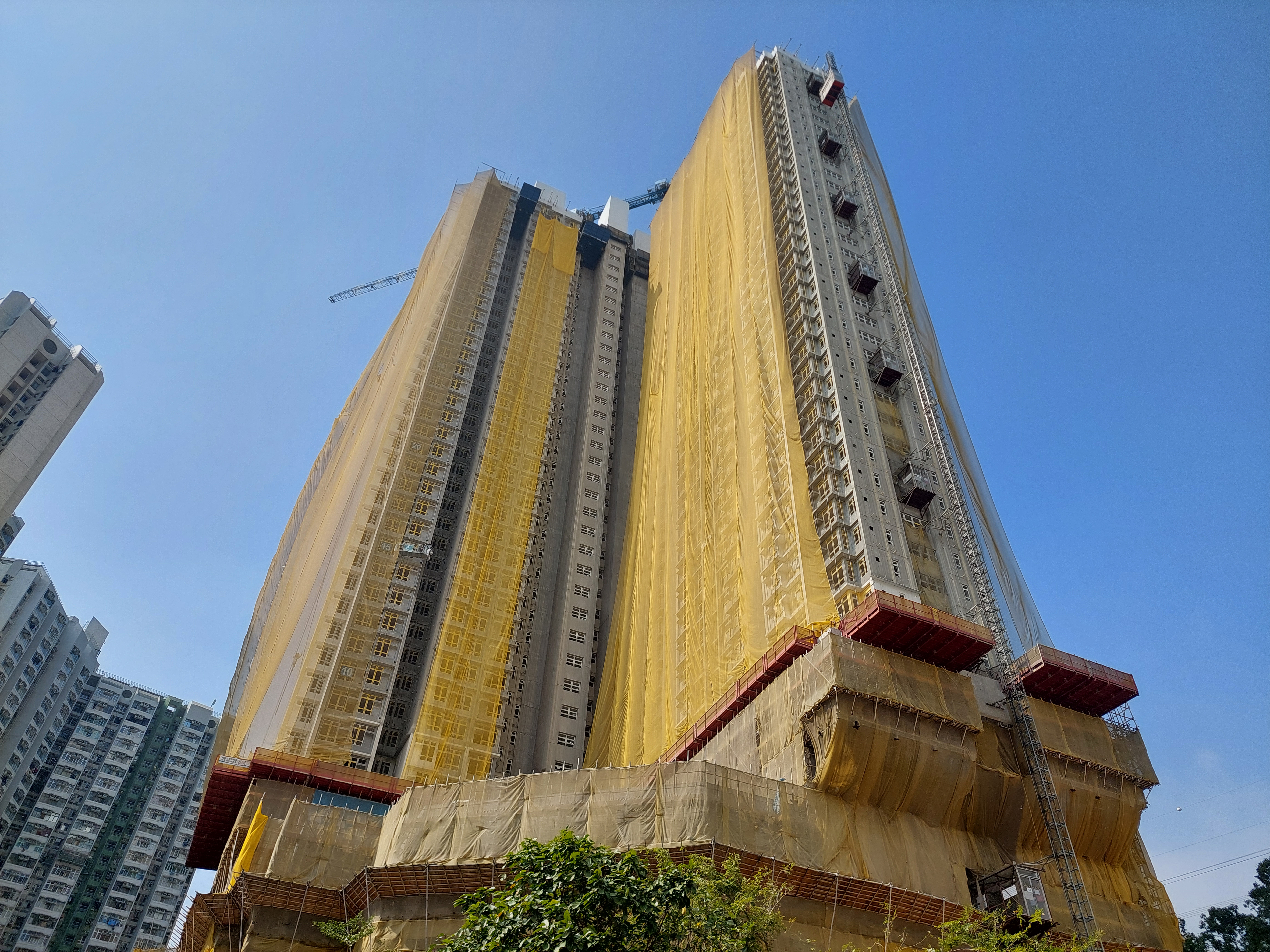
2024年1月

### 樓宇詳情

#### 良景邨
| 樓宇名稱（座號） | 樓宇類型            | 落成年份 | 入伙日期     | 樓宇層數 （住宅層數） | 每層伙數                    | 單位數目（伙） | 承建商       | 升降機合約及安裝的型號                         | 期數 |
| ---------------- | ------------------- | -------- | ------------ | --------------------- | --------------------------- | -------------- | ------------ | ---------------------------------------------- | ---- |
| 良偉樓（第1座）  | Y3型 （早期型設計） | 1988年   | 1988年6月1日 | 35 （2-35樓）         | 32                          | 1,088          | 順成建築     | 奧的斯                                         | 1    |
| 良俊樓（第2座）  | Y3型 （早期型設計） | 1988年   | 1988年6月1日 | 35 （2-35樓）         | 28                          | 952            | 順成建築     | 奧的斯                                         | 1    |
| 良傑樓（第3座）  | Y4型 （早期型設計） | 1988年   | 1988年5月1日 | 35 （2-35樓）         | 18                          | 612            | 順成建築     | 奧的斯                                         | 1    |
| 良智樓（第4座）  | 新長型 雙翼呈135度  | 1987年   | 1988年2月1日 | 20 （2-20樓）         | 52（2-16樓） 28（ 17-20樓） | 1040           | 瑞安建業     | 奧的斯                                         | 2    |
| 良萃樓（第5座    | Y3型 （早期型設計） | 1990年   | 1990年8月1日 | 35 （2-35樓）         | 32                          | 1,088          | 華營建築集團 | 迅達 Miconic V Transistronic M（M-V/TMDC，DC） | 3    |
| 良華樓（第6座）  | Y3型 （早期型設計） | 1990年   | 1990年8月1日 | 35 （3-35樓）         | 24                          | 792            | 華營建築集團 | 迅達 Miconic V Transistronic M（M-V/TMDC，DC） | 3    |
| 良英樓（第7座）  | Y4型 （早期型設計） | 1990年   | 1990年7月1日 | 35 （2-35樓）         | 18                          | 612            | 華營建築集團 | 迅達 Miconic V Transistronic M（M-V/TMDC，DC） | 3    |
| 良賢樓（第8座）  | Y3型 （早期型設計） | 1990年   | 1990年8月1日 | 35 （2-35樓）         | 24                          | 816            | 華營建築集團 | 迅達 Miconic V Transistronic M（M-V/TMDC，DC） | 3    |

（因第9座已經轉作居屋為兆隆苑；而第10-12座以及第15座已分拆為田景邨；另外第13與14座已經轉作居屋兆畦苑、第16座已經轉作居屋兆邦苑，故此略去部份座號。）
註：粗體字樓宇設有供1-2人住戶居住的「劏房」，以安置湖景臨時房屋區，以及全港各臨時房屋區的合資格居民；當中良偉樓及良俊樓是香港首批採用符合狹義「劏房」設計的住宅樓宇。

#### 滿田邨
| 樓宇名稱 | 樓宇類型                 | 落成年份 | 入伙日期 | 樓宇層數 （住宅層數） | 每層伙數 | 單位數目（伙） | 建築師                            | 承建商   | 升降機合約及安裝的型號 | 期數         |
| -------- | ------------------------ | -------- | -------- | --------------------- | -------- | -------------- | --------------------------------- | -------- | ---------------------- | ------------ |
| 滿田樓   | 非標準設計大廈 （Y字型） | 2026年   | 2026年   | 41 （8-41樓）         | 30       | 1,020          | 房屋署總建築師 關善明建築師事務所 | 精進建築 | 通力 Minispace（VVVF） | （不設期數） |

#### 兆隆苑
| 樓宇名稱（座號）     | 樓宇類型            | 落成年份 | 入伙年份      | 樓宇層數 （住宅層數） | 每層伙數 | 單位數目（伙） | 承建商       | 提供升降機的廠商                               | 原屬樓宇     |
| -------------------- | ------------------- | -------- | ------------- | --------------------- | -------- | -------------- | ------------ | ---------------------------------------------- | ------------ |
| 兆隆苑（第9座／A座） | Y4型 （早期型設計） | 1990年   | 1991年5月15日 | 35 （1-34樓）         | 18       | 612            | 華營建築集團 | 迅達 Miconic V Transistronic M（M-V/TMDC，DC） | 良景邨良達樓 |

## 教育及福利設施

### 中學
- 新會商會中學（1988年創校，1990年遷至現址上課）
- 除此以外，在良景邨良偉樓西南面、本身屬屋邨範圍的土地，原擬興建兩所第一代中學版本靈活式校舍，並曾招標，但最後沒有興建[16]。

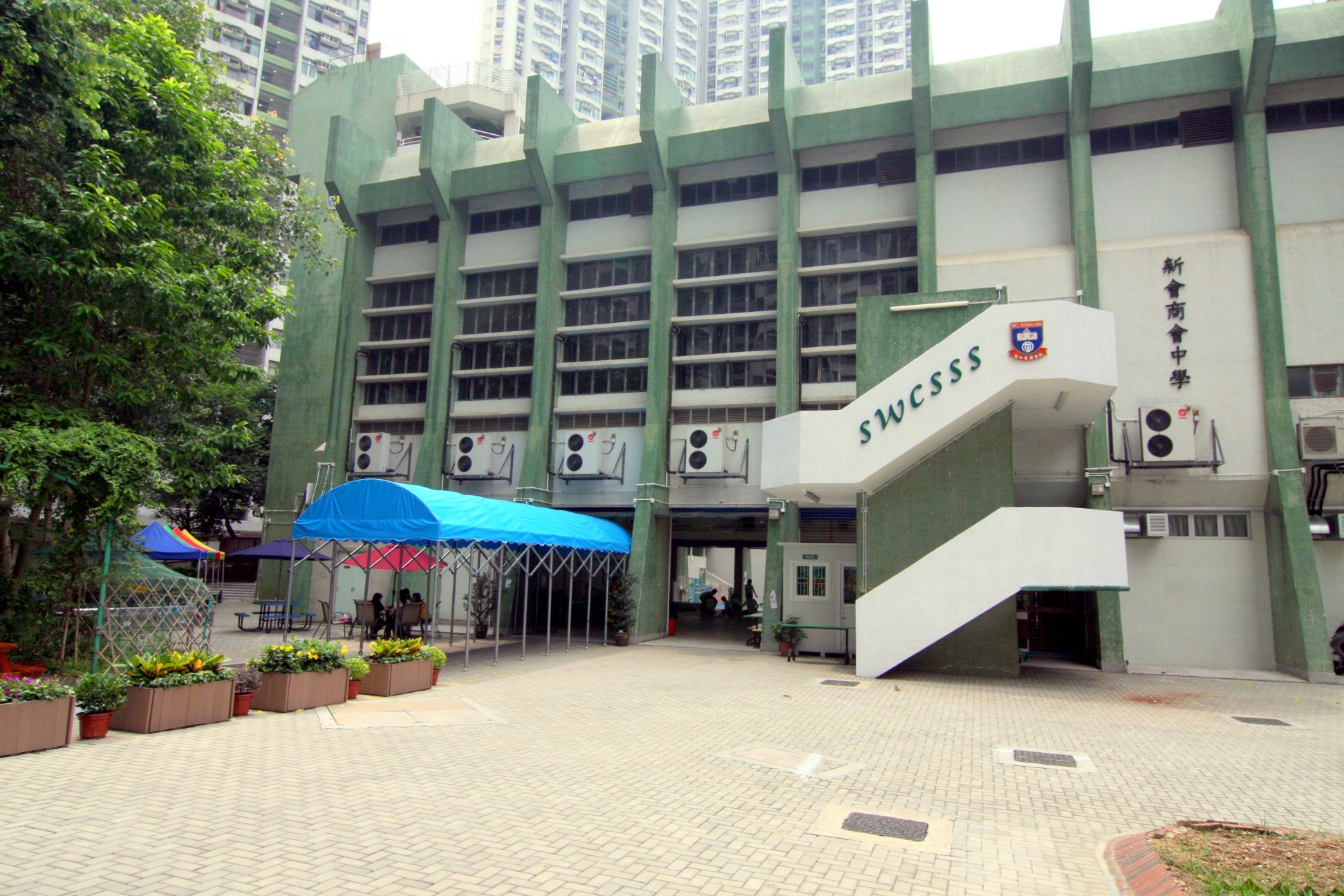
新會商會中學（2011年9月）
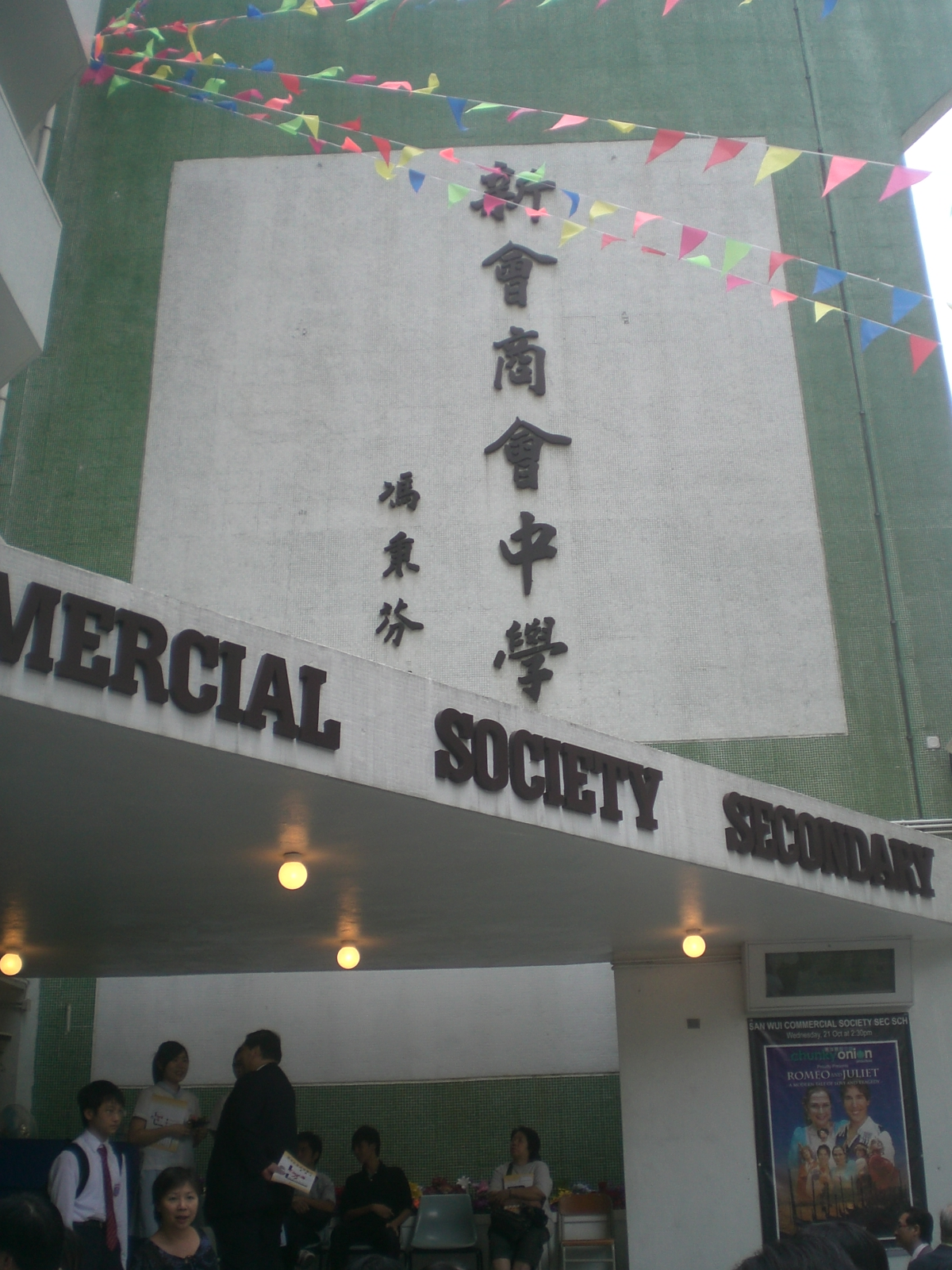
新會商會中學正門入口（2009年10月）
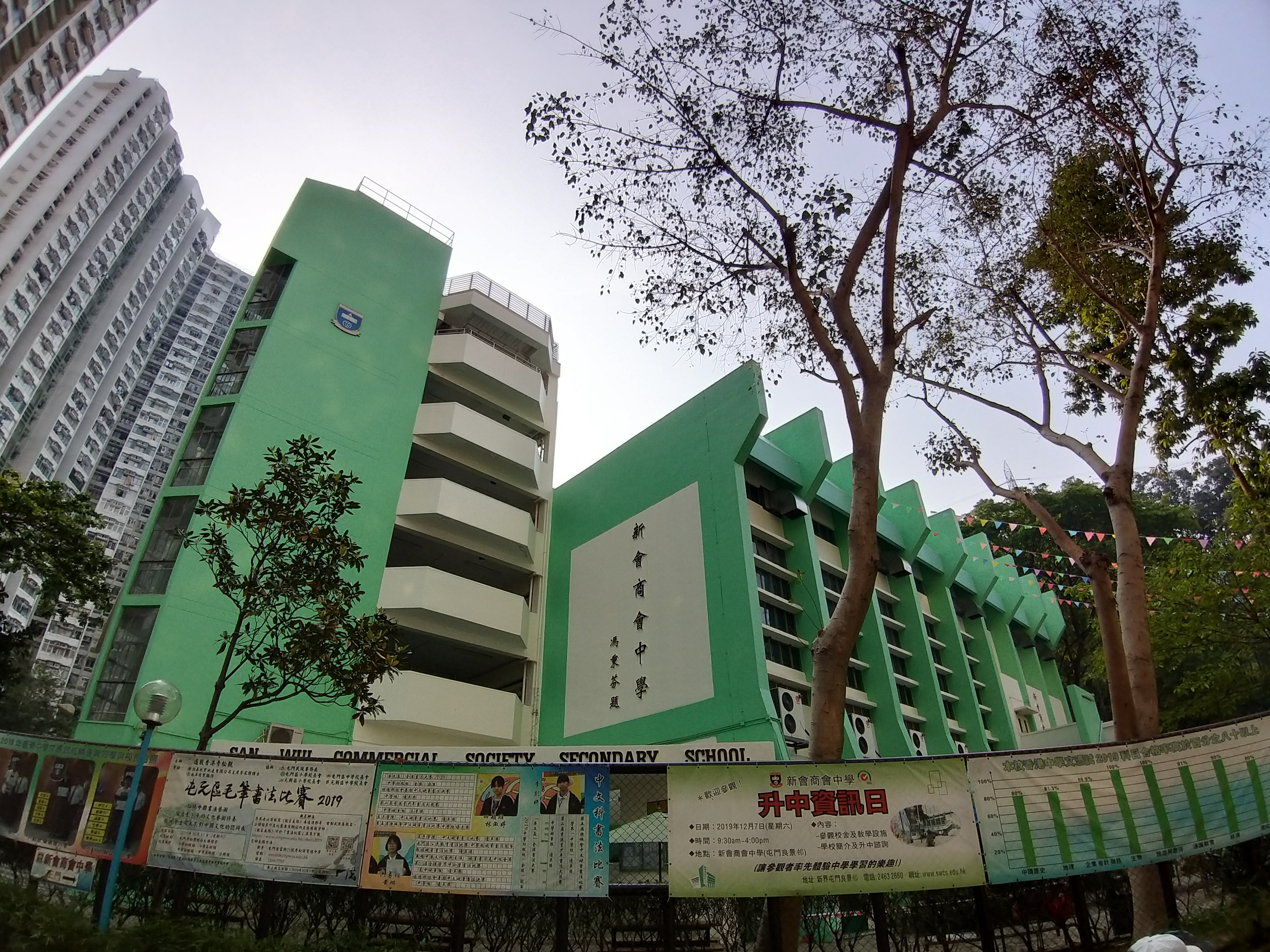
新會商會中學校舍（2020年4月）
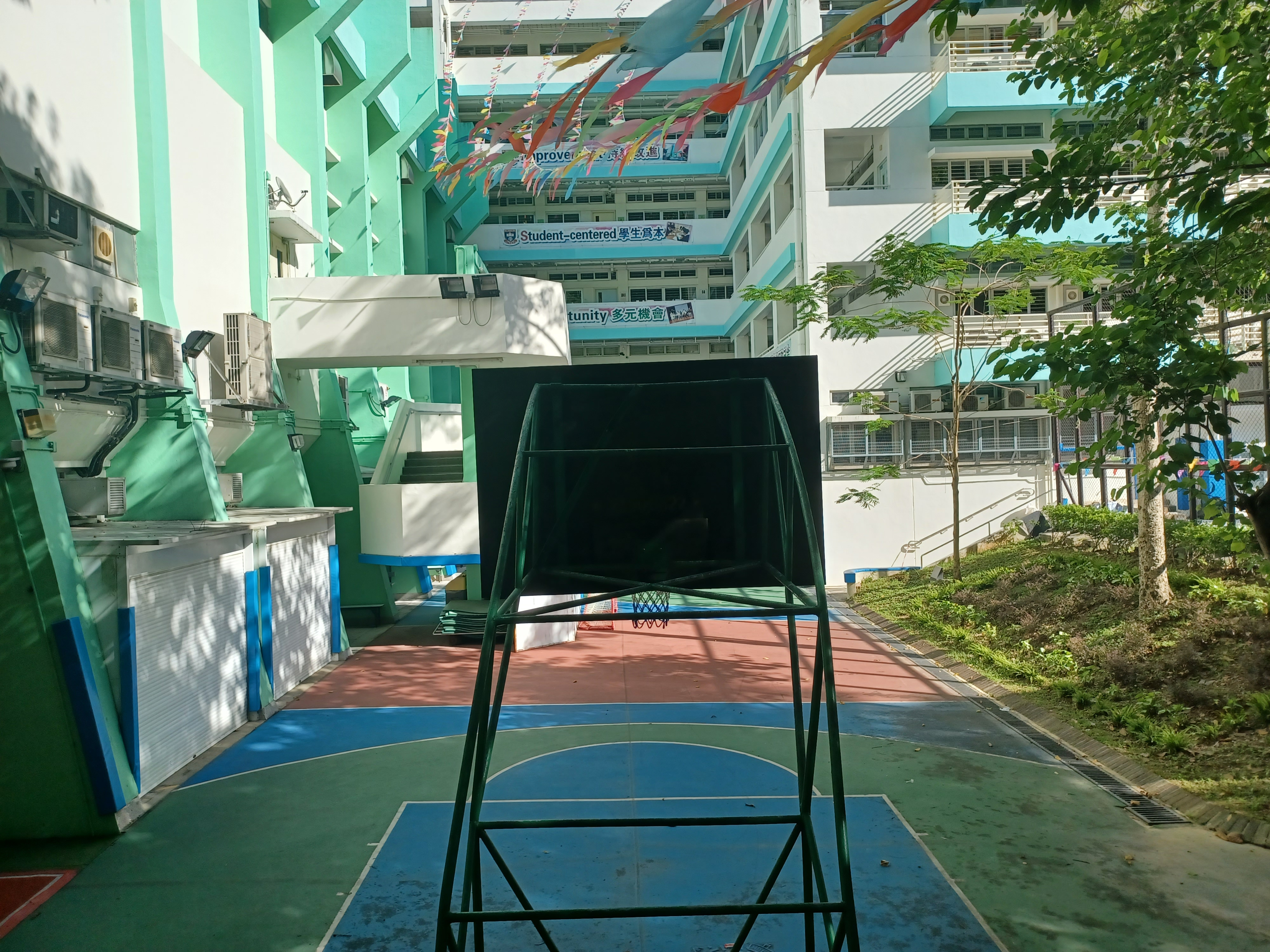
新會商會中學校舍內貌（2023年8月）

### 小學

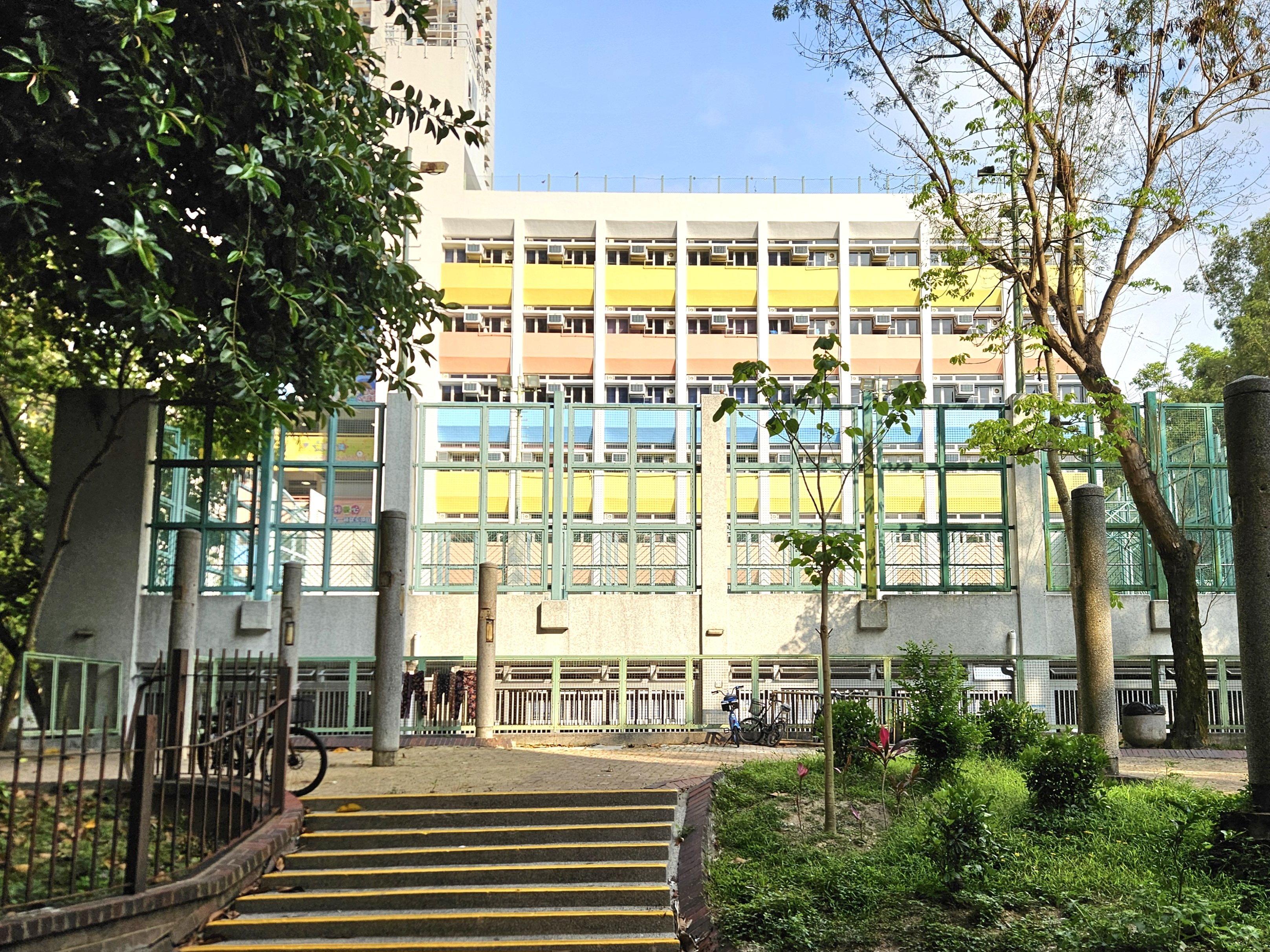
香港紅卍字會屯門卍慈小學

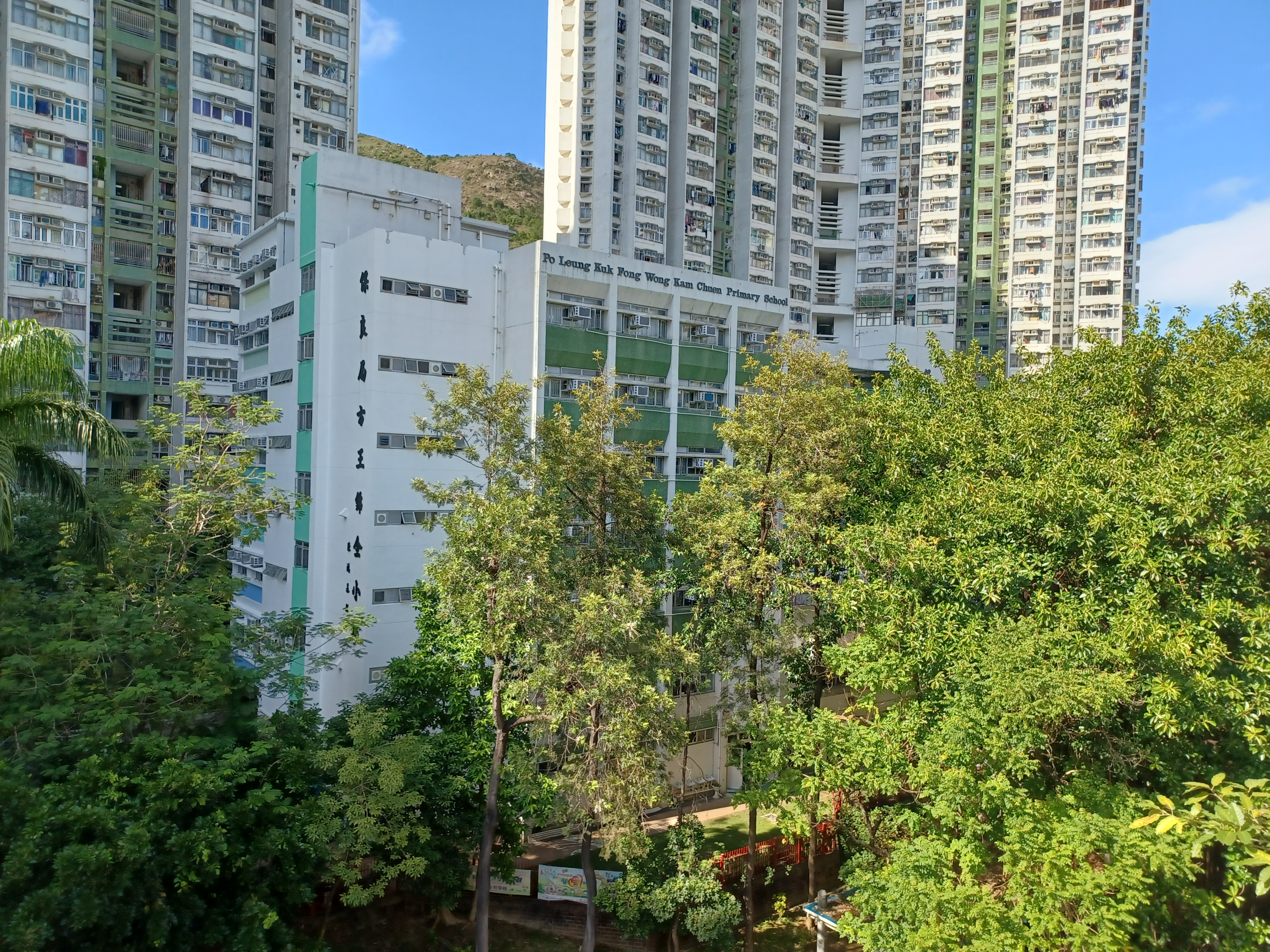
保良局方王錦全小學

- 香港紅卍字會屯門卍慈小學（1971年創立，1988年從柴灣興華（一）邨遷入）
- 保良局方王錦全小學

已結束
- 中華基督教會基良小學（1988年創立，2008年與同區的中華基督教會蒙黃花沃紀念小學合併）[17]

### 幼稚園及幼兒園
- 世界龍岡學校朱瑞蘭（中英文）幼稚園（1988年創辦）（位於良傑樓地下1-10號）
- 香港聖公會聖西門良景幼兒學校（1988年創辦）（位於良智樓 9-16號 地下）
- 路德會良景幼兒園（1990年創辦）（位於良景邨社區中心5樓）

### 早期教育及訓練中心
- 協康會良景中心（位於良智樓地下5至8室）

### 綜合家庭服務中心
- 明愛屯門綜合家庭服務中心（1977年創辦）（位於良俊樓地下1-5號）

### 綜合青少年服務中心
- 循理會屯門青少年綜合服務中心（位於良景社區中心2-4樓）

### 成人訓練中心暨宿舍
- 扶康會良景成人訓練中心（1994年創辦）（位於良萃樓地下）

### 長者日間護理中心
- 鄰舍輔導會屯門區長者日間護理服務中心（位於良英樓地下6-12號）

### 綜合家居照顧服務
- 仁愛堂屯門獅子會綜合家居照顧服務中心（位於良智樓18-19號地下）

### 安老院
- 嗇色園主辦可祥護理安老院（位於良華樓地下及二樓）

## 零售設施

### 良景廣場
良景廣場為屋邨內的商場，樓高共有4層，樓面面積達177,332呎。包括良景街市及表演場地。主要租戶包括惠康、美國冒險樂園、商務印書館、日本城、759阿信屋、2間OK便利店、7-11便利店、萬寧、屈臣氏、3家中西藥房、麵包店、電腦店、眼鏡舖、水電維修店、私家醫務所和郵局等，商場在2010年起進行2億港元翻新工程，到2012年完成。
- 食肆（17家）：一粥麵、大快活、大家樂、麥當勞、爭鮮、譚仔三哥雲南米線、祥景茶餐廳、四季冰室、那些年、湯加、嘉年華酒樓、意樂餐廳
- 銀行（3家）：中國銀行分行，匯豐銀行櫃員機分行
- 文具鋪：多彩店文具玩具
- 衣服皮鞋手袋店鋪：富豪皮鞋手袋、baleno、新青年
- 智能身份證換領中心（2023年3月4日起停止服務）
- Anytime Fitness

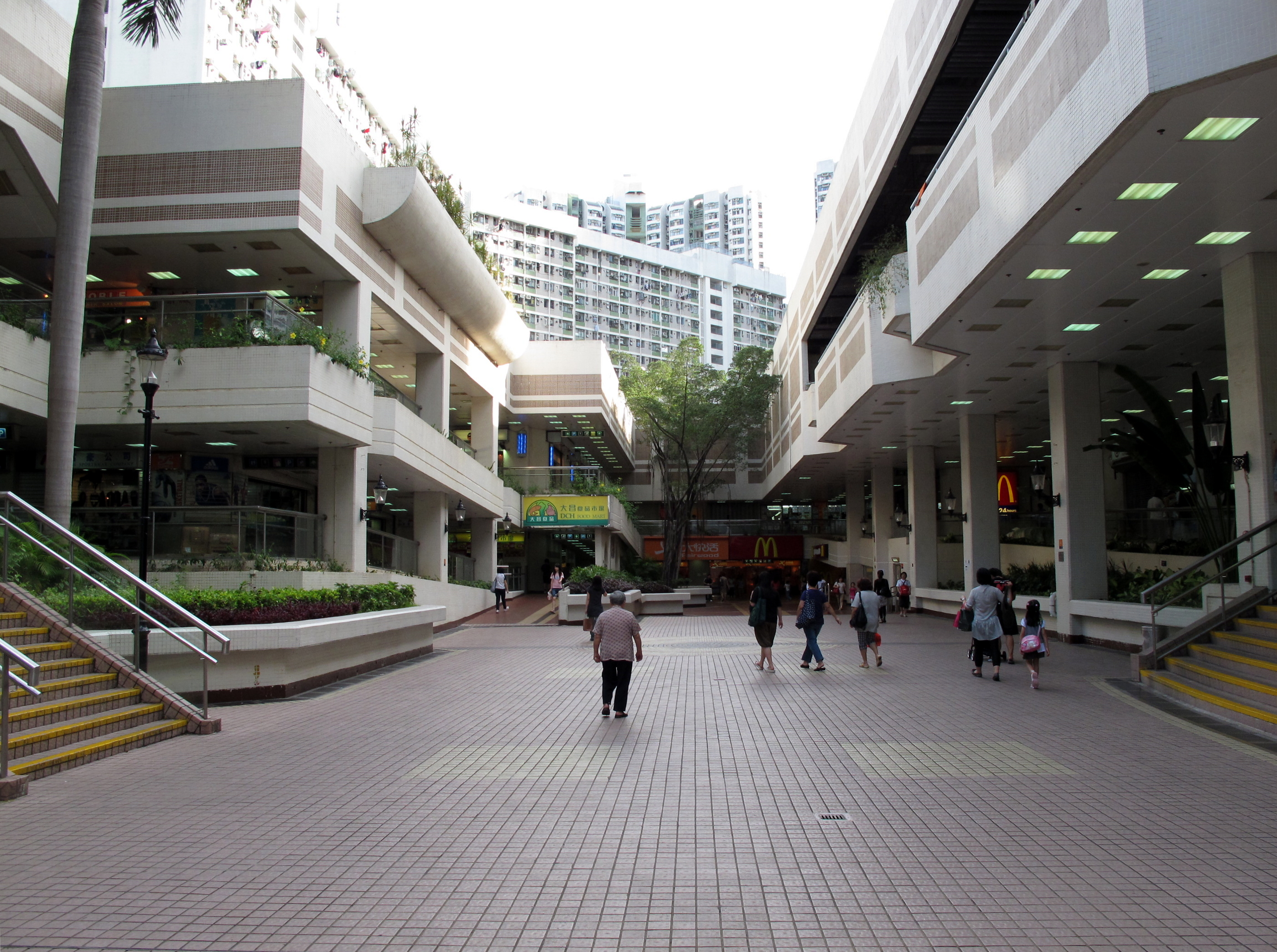
翻新前的商場西面中庭（2010年6月）
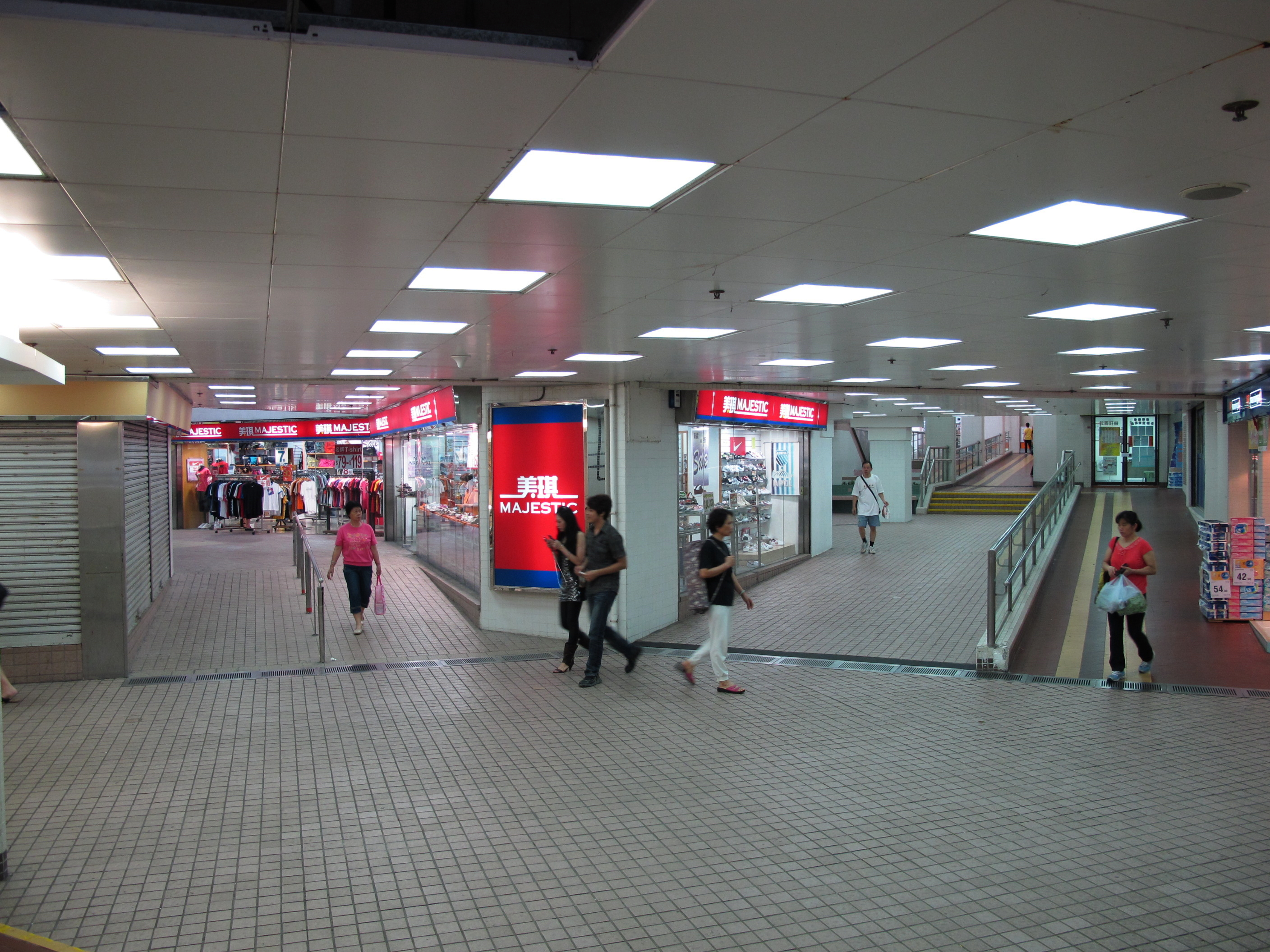
翻新前的商場1樓（2010年6月）
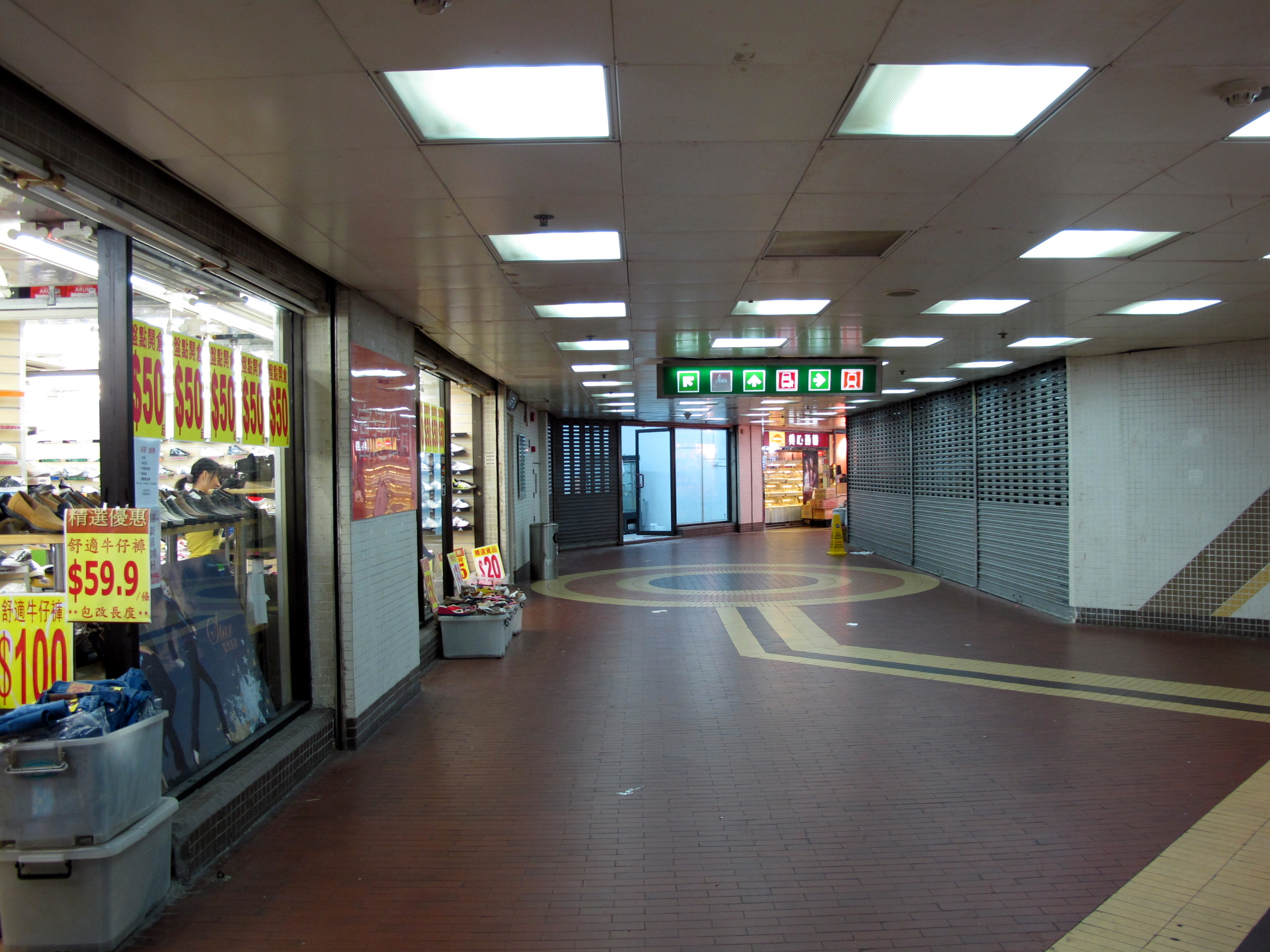
翻新前的商場2樓（2010年6月）
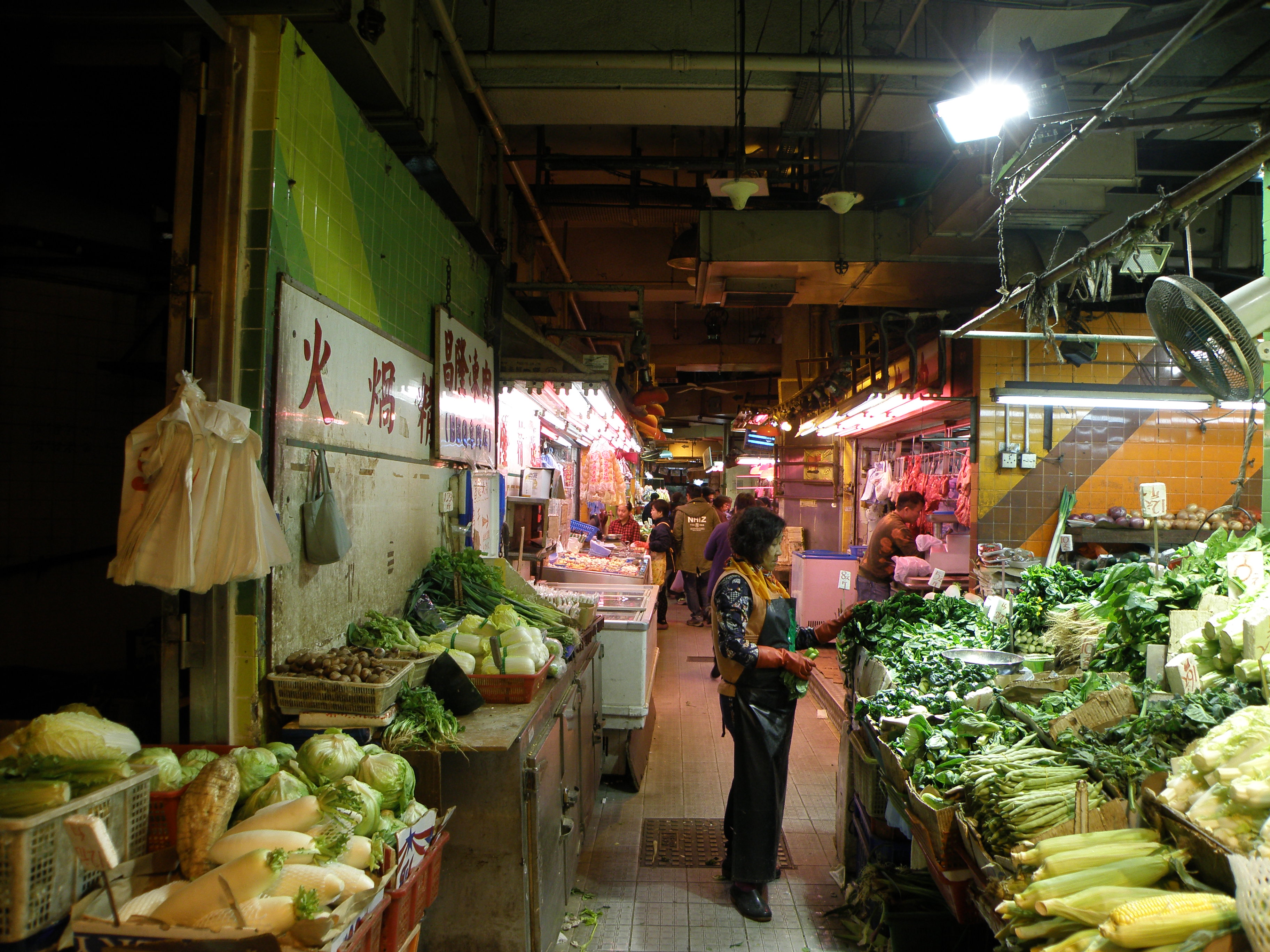
翻新前的良景街市（2015年2月）
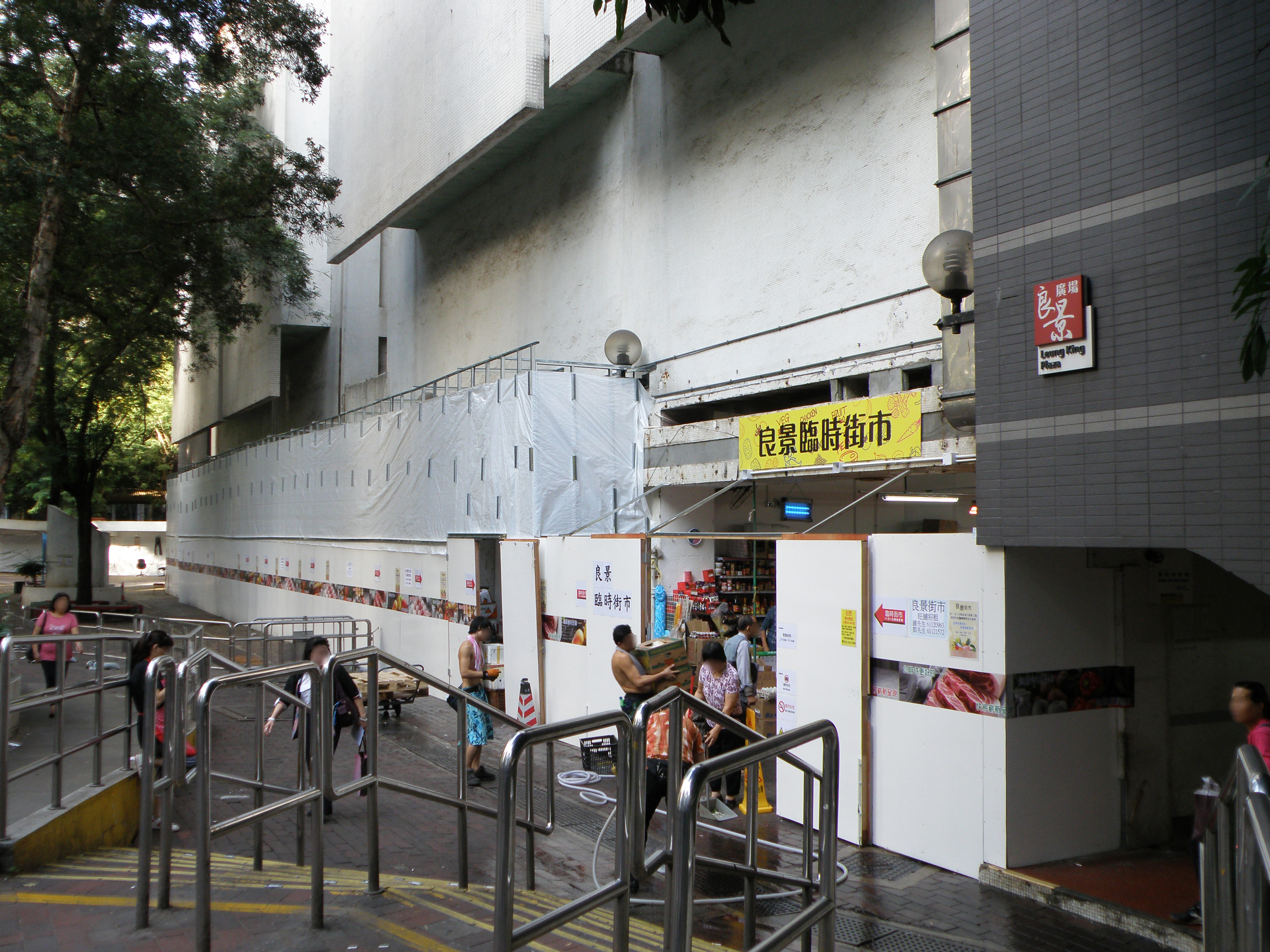
翻新中的街市及臨時良景街市（2015年11月）
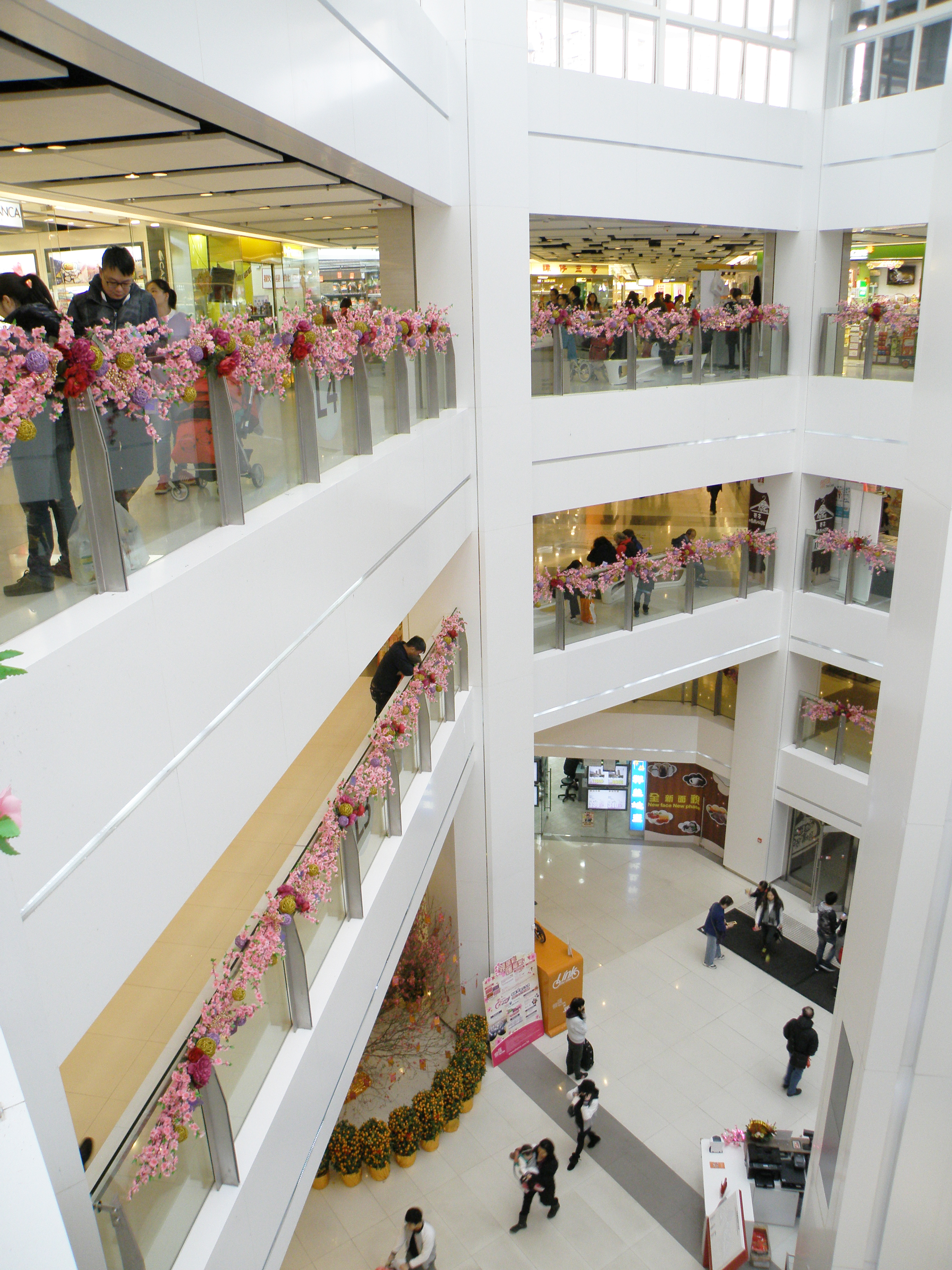
翻新後的良景廣場中央中庭（2015年2月）
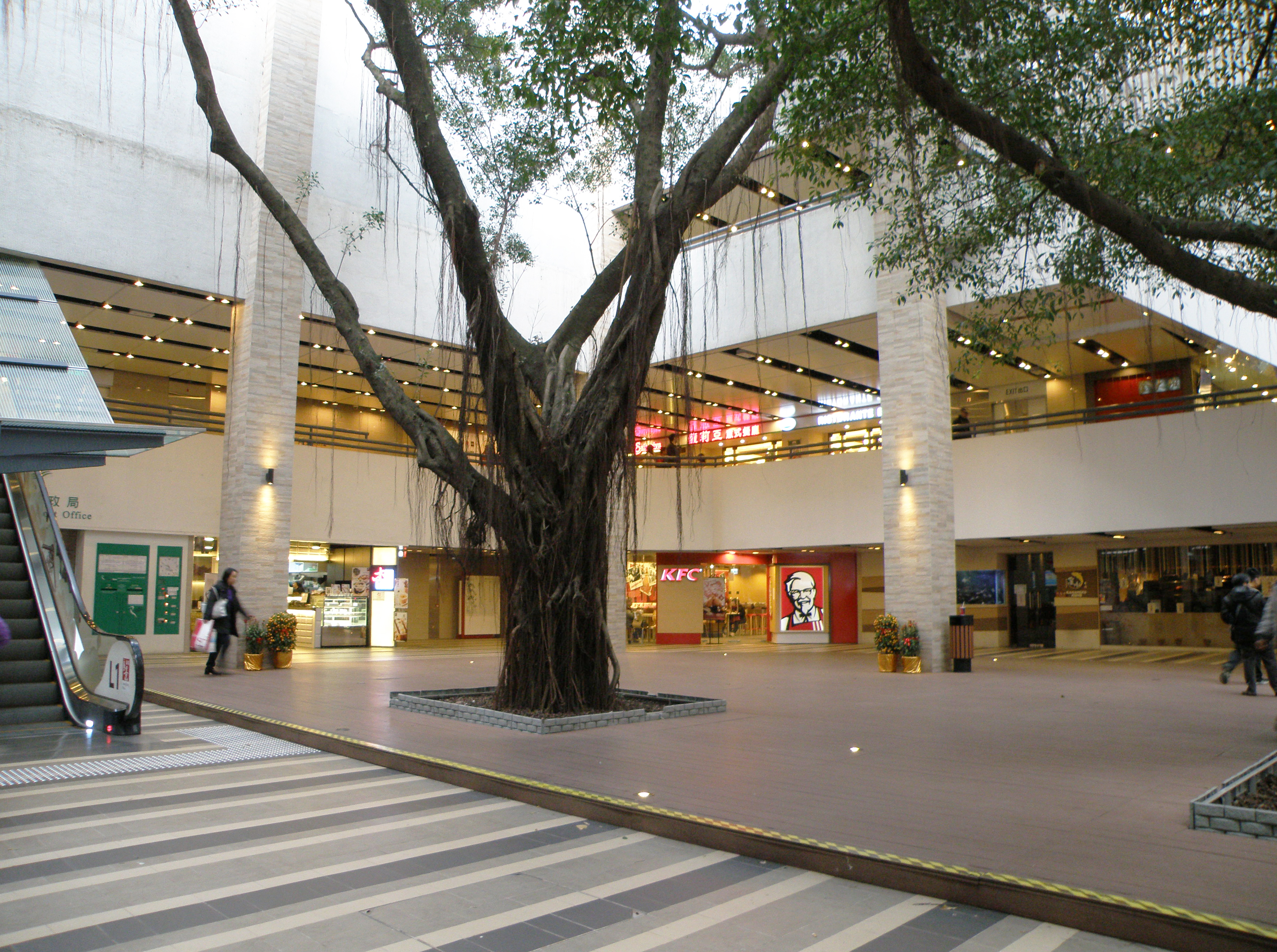
翻新後的良景廣場東面中庭（2015年2月）
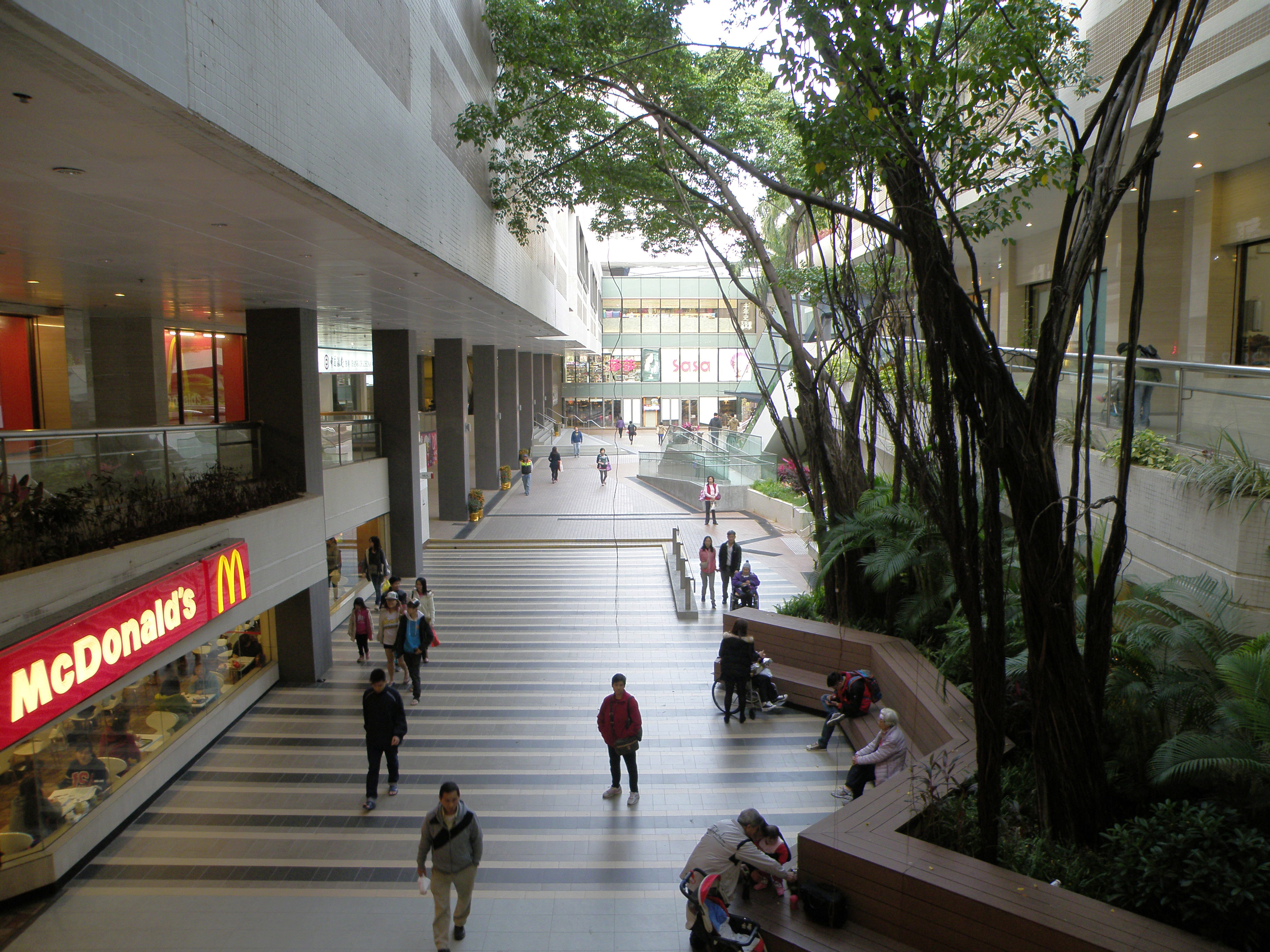
翻新後的良景廣場西面中庭（2015年2月）

### 良景市集
而街市於2015年重新裝修，並於2016年1月21日投入服務，同時易名為良景市集。設有港式小食魚蛋燒賣、日式及泰式小食。承包商為建華（街市）管理有限公司。

## 區議會議席分布
| 範圍／年度                               | 2000－2003 | 2004－2007 | 2008－2011 | 2012－2015 | 2016－2019 | 2020－2023 | 2024-2027 |
| ---------------------------------------- | ---------- | ---------- | ---------- | ---------- | ---------- | ---------- | --------- |
| 良偉樓、良俊樓以及良智樓                 | 新景       | 新景       | 新景       | 新景       | 新景       | 新景       | 屯門北    |
| 良傑樓                                   | 新景       | 良景       | 良景       | 良景       | 良景       | 良景       | 屯門北    |
| 良萃樓、良華樓、良英樓、良賢樓以及兆隆苑 | 良景       | 良景       | 良景       | 良景       | 良景       | 良景       | 屯門北    |

### 區議員辦事處
- 陳孟宜議員辦事處：良英樓地下5室[19]
- 陳暹恆議員辦事處：良智樓地下G21舖[20]
- 程志紅議員辦事處：良智樓地下21號[21]

已結束
- 黃麗嫦議員辦事處：良智樓地下21號[22]
- 王德源議員辦事處：良英樓地下5號[23]
- 程志紅議員辦事處：良英樓地下5號[24]

### 歷屆議員
| 選區名稱 | 屆別                        | 議員     | 政治聯繫                 | 政治聯繫                | 選區名稱 | 議員         | 政治聯繫     | 政治聯繫     |
| -------- | --------------------------- | -------- | ------------------------ | ----------------------- | -------- | ------------ | ------------ | ------------ |
| 良景     | 1991年－1994年              | 朱祖恩   |                          | 港同盟 匯點             | 良景     | 劃為單一選區 | 劃為單一選區 | 劃為單一選區 |
| 良景     | 1994年－1999年              | 朱祖恩   |                          | 民主黨                  | 新景     | 黃麗嫦       |              | 民主黨       |
| 良景     | 2000年－2003年              | 程志紅   |                          | 一二三民主聯盟 → 無黨籍 | 新景     | 黃麗嫦       |              | 民主黨       |
| 良景     | 2004年－2007年              | 程志紅   | 無黨籍                   |                         | 新景     | 黃麗嫦       |              | 民主黨       |
| 良景     | 2008年－2011年              | 程志紅   | 無黨籍 → 民建聯          |                         | 新景     | 黃麗嫦       |              | 民主黨       |
| 良景     | 2012年－2015年              | 程志紅   |                          | 民建聯                  | 新景     | 黃麗嫦       |              | 民主黨       |
| 良景     | 2016年－2019年              | 程志紅   |                          | 民建聯                  | 新景     | 黃麗嫦       |              | 民主黨       |
| 良景     | 2020年－2021年7月7日        | 王德源   |                          | 屯 屯門社區網絡         | 新景     | 黃麗嫦       |              | 民主黨       |
| 良景     | 2021年7月8日－2021年10月7日 | 王德源   | 屯 屯門社區網絡 → 無黨籍 | 議席懸空                | 議席懸空 | 議席懸空     |              |              |
| 良景     | 2021年10月8日－2023年       | 議席懸空 | 議席懸空                 | 議席懸空                | 議席懸空 | 議席懸空     |              |              |
| 屯門北   | 2024年－2027年              | 賴嘉汶   |                          | 民建聯                  | 屯門北   | 蘇嘉雯       |              | 新民黨       |

## 外景場地
2015年 樂視網劇 《天才在左，瘋子在右》 基良小學/菠蘿山山徑近青山操炮區閘口拍攝

## 事件

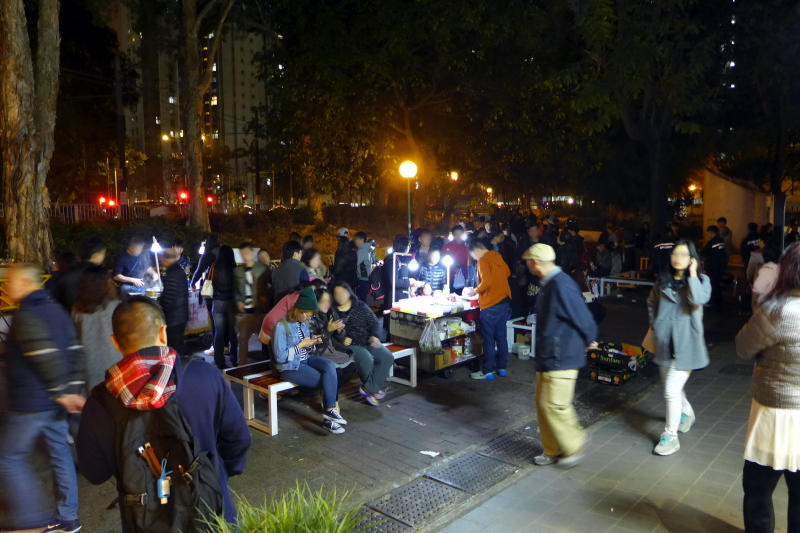
2016年2月10日晚上8時半，熟食小販在良景市集一處空地擺賣

- 1990年11月，良景邨良偉樓居民向承建商及傳媒投訴，指屋邨後方的污水排放隧道地盤在夜間進行爆破，對居民造成滋擾。經傳媒查詢後，環保署指出將派人調查[25]。
- 1994年7月17日，一名十九歲女子深夜在良俊樓歸家時被人挾持到33樓梯間強暴並被勒頸致死，遺體直至當日早上才被發現。[26]
- 2006年10月，良景邨業主立案法團以民居及途人安全等理由，大規模修剪邨內200棵樹逾30歲的大樹，並且被削去樹頂，變得光禿。[27]在法團主席陳袁炳、時為當區區議員的黃麗嫦以及其它17位法團成員一致同意下，以十多萬的價錢聘請園藝公司毀去200多棵大樹，事件引起社會各界的關注。
- 教育局於2007年將位於良景邨內的前中華基督教會基良小學校舍歸還房署，學校籃球場隨即開放予居民使用。但球場大門自2013年起突被上鎖，令居民「有得睇、冇得用」。分別由房署與法團委聘的管理公司均未有正面回應關閉球場原因，但接獲東方日報轉介後卻悄悄為球場大門解鎖。區議員及關注團體均批評房署未有盡監管之責，任由管理公司違反協訂而懵然不知。[28]
- 2016年2月，屯門良景商場對出的小販夜市連續多晚爆發衝突。一批熟食小販在商場外擺賣時，一批身穿「管理員」字眼外套、戴口罩的金毛青年，聲稱是管理公司人員，帶同鐵馬將小販包圍，阻止市民光顧。而「管理員」又用鐵馬陣封鎖商場外圍，堵塞通往多幢樓宇的通道。居民不滿返家要繞道而行，極為鼓譟。有街坊不滿「管理員」所為，一度有逾200人聚集支援，並曾發多次發生推撞及對罵。[29]到2月8日有兩男子被捕，1名《香港01》記者在混亂間被推倒，流血受傷。[30]一年後，有線新聞引述香港01遇襲記者稱，警方最終以「證據不足」為由無提出檢控。曾任監警會成員的港大法律系首席講師張達明認為該案較其他同類襲擊案容易找到線索，批評有人公然挑戰警權，打人後亦無後果，認為警方欠公眾一個交代。[31]
- 2021年8月15日，一名23歲青年於良景邨良萃樓一梯間以皮帶上吊，送院救治無效死亡，據稱死者年幼時居住於此地，經常回來探望親友。[32]

## 外部連結
- 良景資訊
- 良景論壇
- 房委會物業位置及資料 良景邨 （页面存档备份，存于）
- 房委會物業位置及資料 兆隆苑 （页面存档备份，存于）
- YouTube上的屯門良景樹木的命運
- YouTube上的屯門良景樹木大砍伐